# 自動券売機

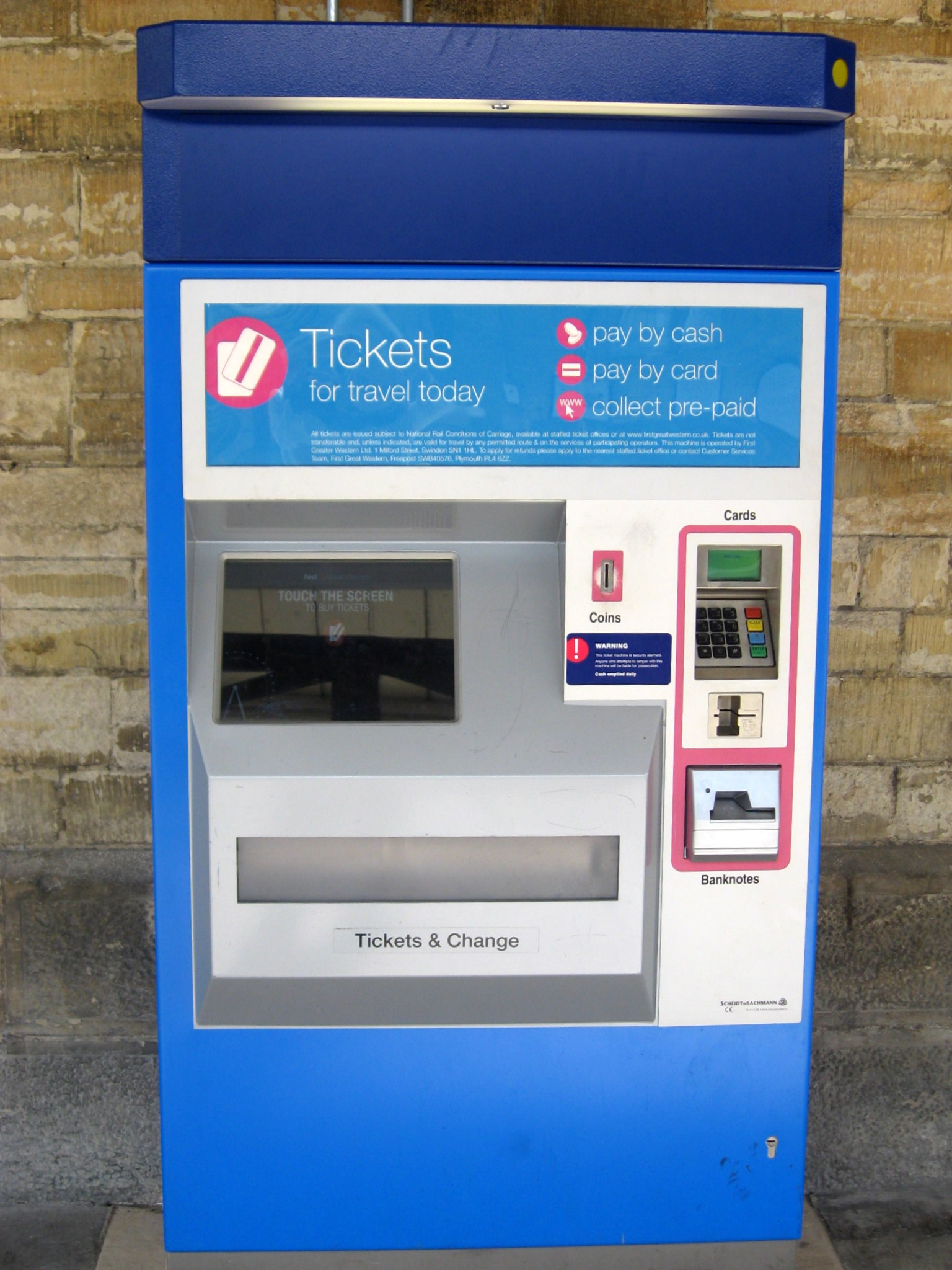
英国の券売機

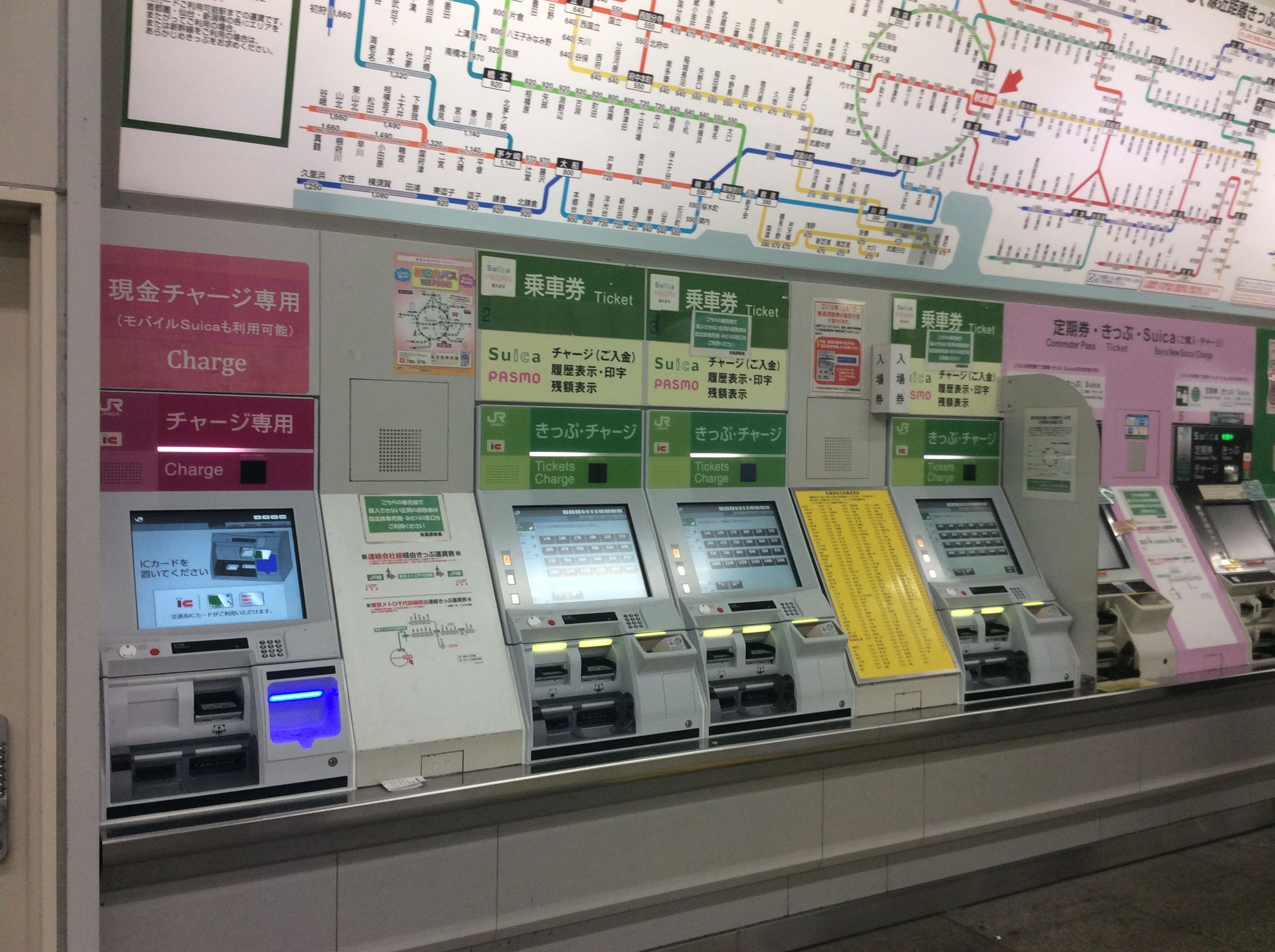
JR東日本の券売機

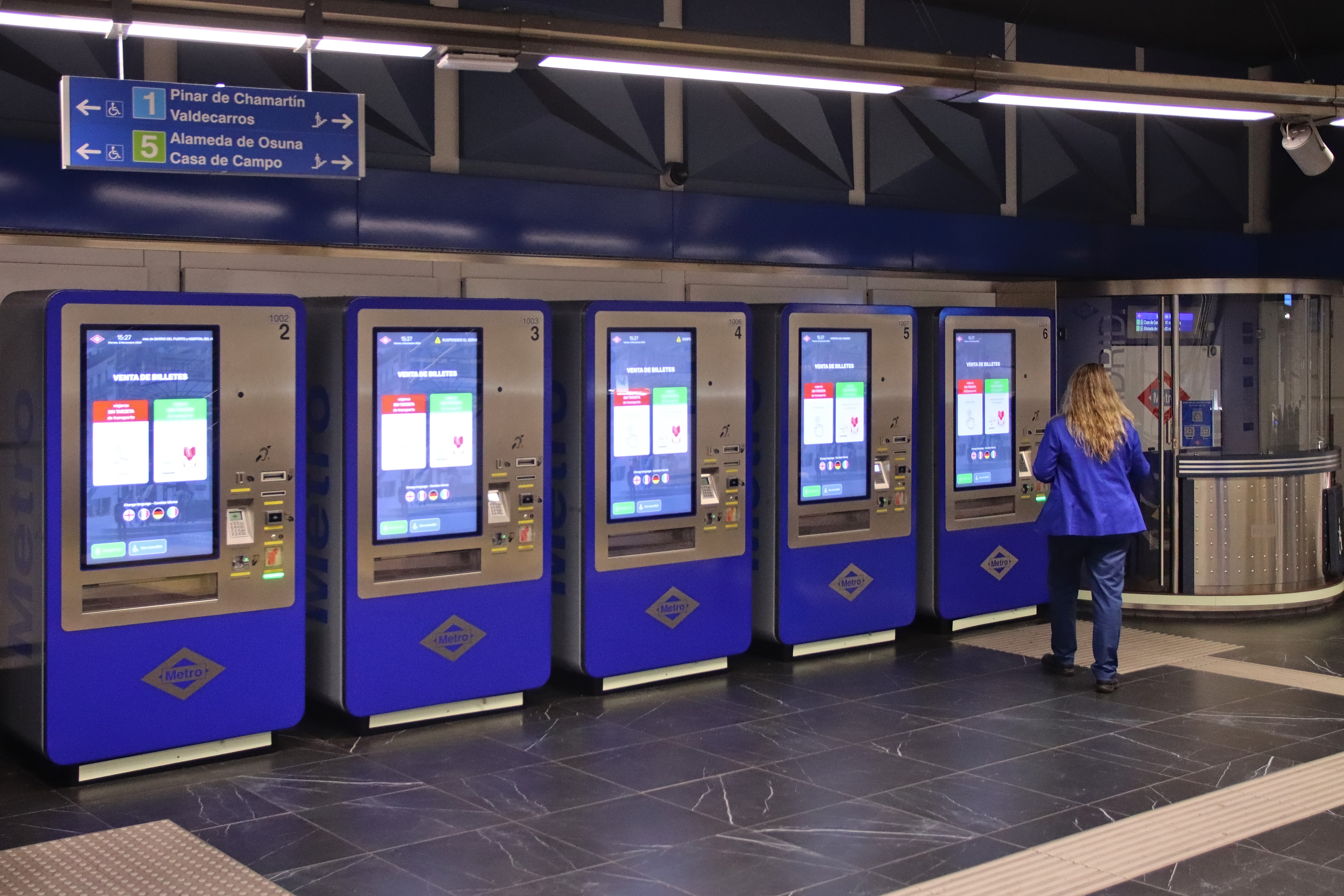
スペインの首都マドリードにある鉄道の券売機

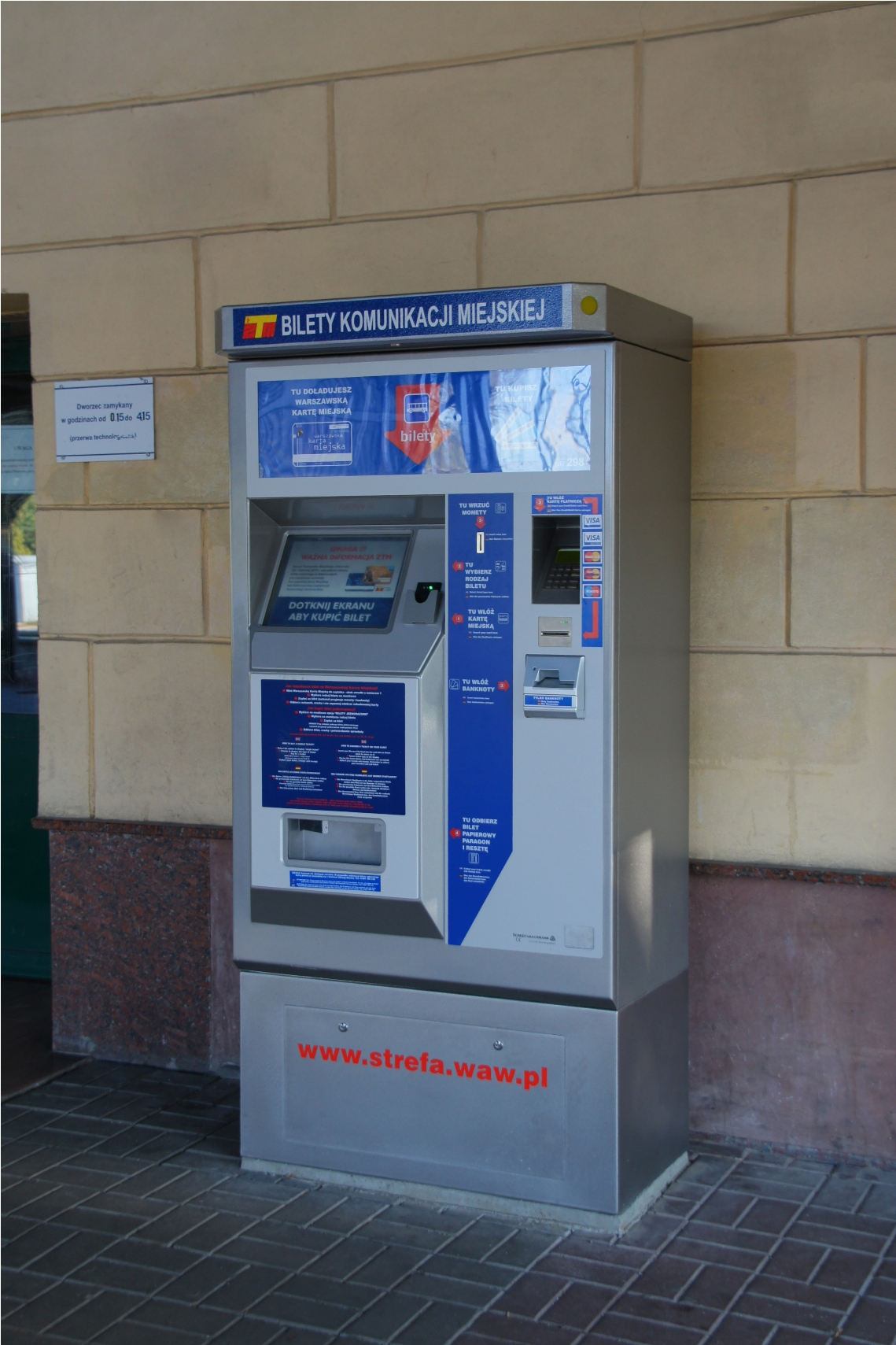
ポーランドの鉄道の券売機

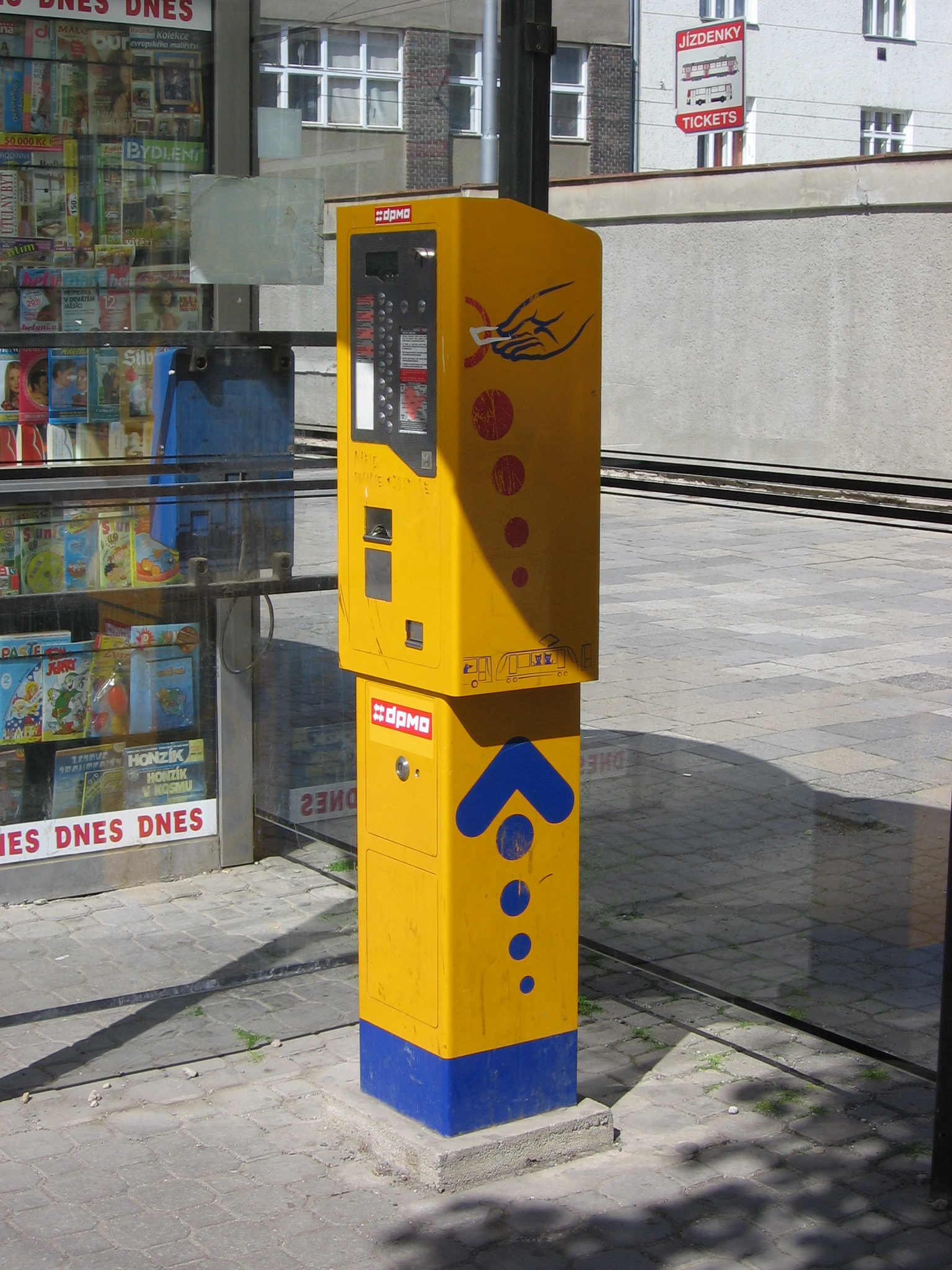
チェコの券売機

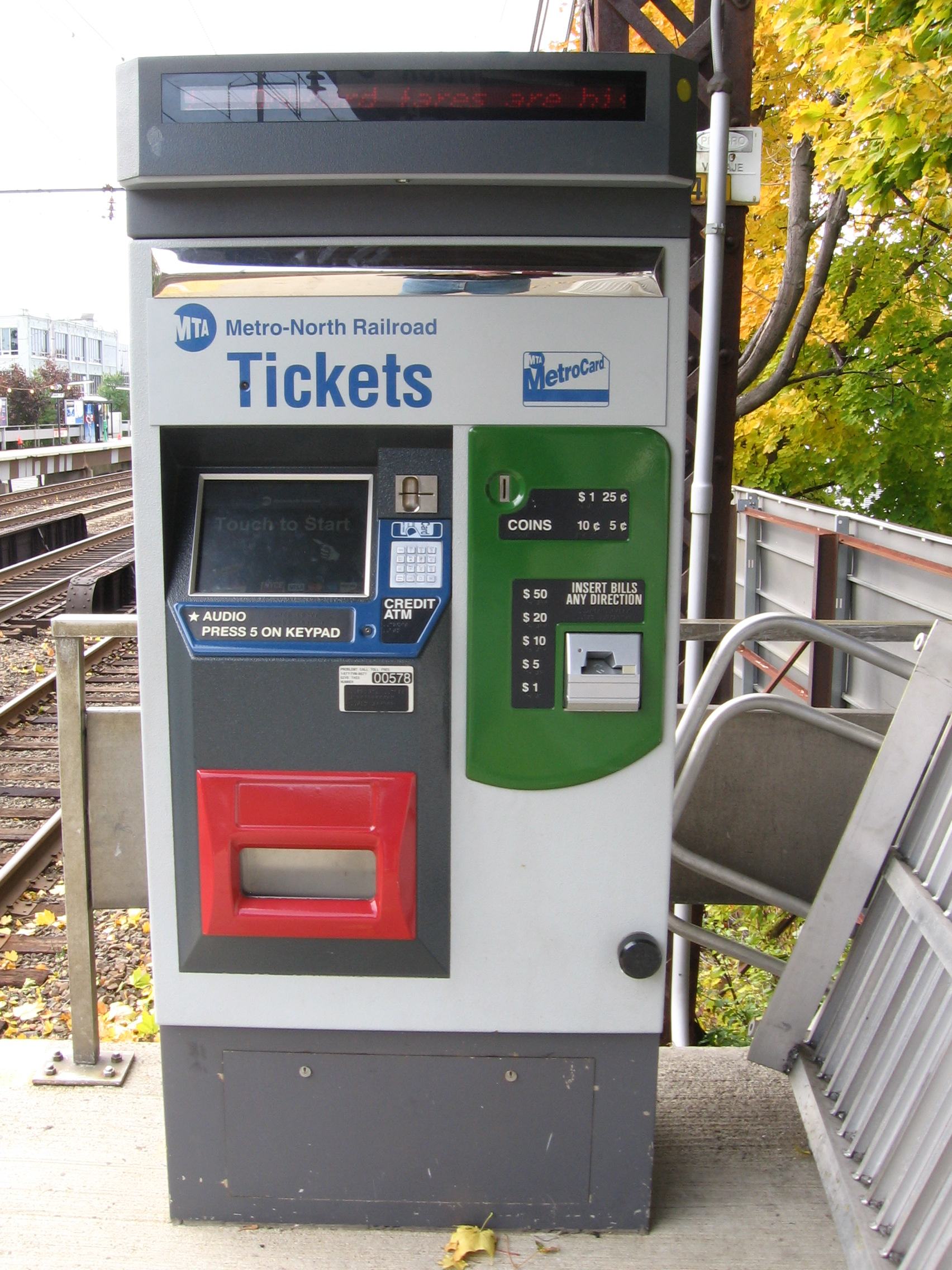
米国メトロノース鉄道の券売機

自動券売機（じどうけんばいき、英: ticket machine、あるいはticket vending machine (TVM)）とは、券類を売る自動販売機。「券」類、つまり切符やチケット類を自動で売る機械のこと。扱う対象は公共交通機関の乗車券や特別急行券、乗船券、航空券のほか、各種施設の入場券、食券、銭湯などの入浴券といったように幅広い。

## 概説
1904年に英国首都のセントラル・ロンドン鉄道（現・ロンドン地下鉄）で自動券売機が導入された。1954年にカナダでトロント市地下鉄が開業した際、開業当初から自動券売機（トークン式）が導入されていた。1977年には米国のパシフィック・サウスウエスト航空が航空機の搭乗券の自動券売機を導入した。
世界的に見ると、鉄道では国・地域によっては改札も無い駅が多数あり、その場合、乗車する人は駅付近の券売機やプラットホーム上の券売機で乗車券を購入し、乗車後に車掌が乗車券を持っているかどうか確認に来る、持っていないと乗車券を購入する（しばしば、ペナルティ金を加算させられる）という方式を採用している路線も多い。世界的に見ると、長距離列車の場合は窓口発券が一般的とはいえ、駅構内に指定席券売機を置く鉄道事業者もある。
鉄道以外にも幅広い業種・施設に券売機は普及し、21世紀においては現金だけでなくクレジットカードやICカード、電子決済で支払える機種（現金兼用、および完全キャッシュレス限定）もある。他の自動販売機と同様に、紙幣・硬貨のデザインや材質が変更される場合は、新しい紙幣・通貨に読み取れるようにする費用が事業者に重い負担になることもある。日本で2024年7月に予定されている新紙幣発行に対応した飲食店用券売機の費用は1台100万円以上が多いと報道されている

## ヨーロッパの自動券売機

### フランス
フランス国鉄（SNCF）の駅では、操作により座席指定のあるTGV等の列車座席予約が出来乗車券等を発券するタッチパネル式指定席券売機が早くから導入されている。かつてのものはクレジットカードの他現金払いにも対応していたが、硬貨のみを使用可で紙幣を使用出来ず、現在設置のものはクレジットカード決済のみに対応する。画面表示の言語はフランス語の他英語等の表示も可能である。指定席券売機の操作で座席を予約して購入することだけで無く、かつてはミニテルで、現在ではインターネットでクレジットカード決済による列車の座席予約ののち、乗車前に駅の指定席券売機で予約番号などを入力した後で当該切符を受け取ることもできる。

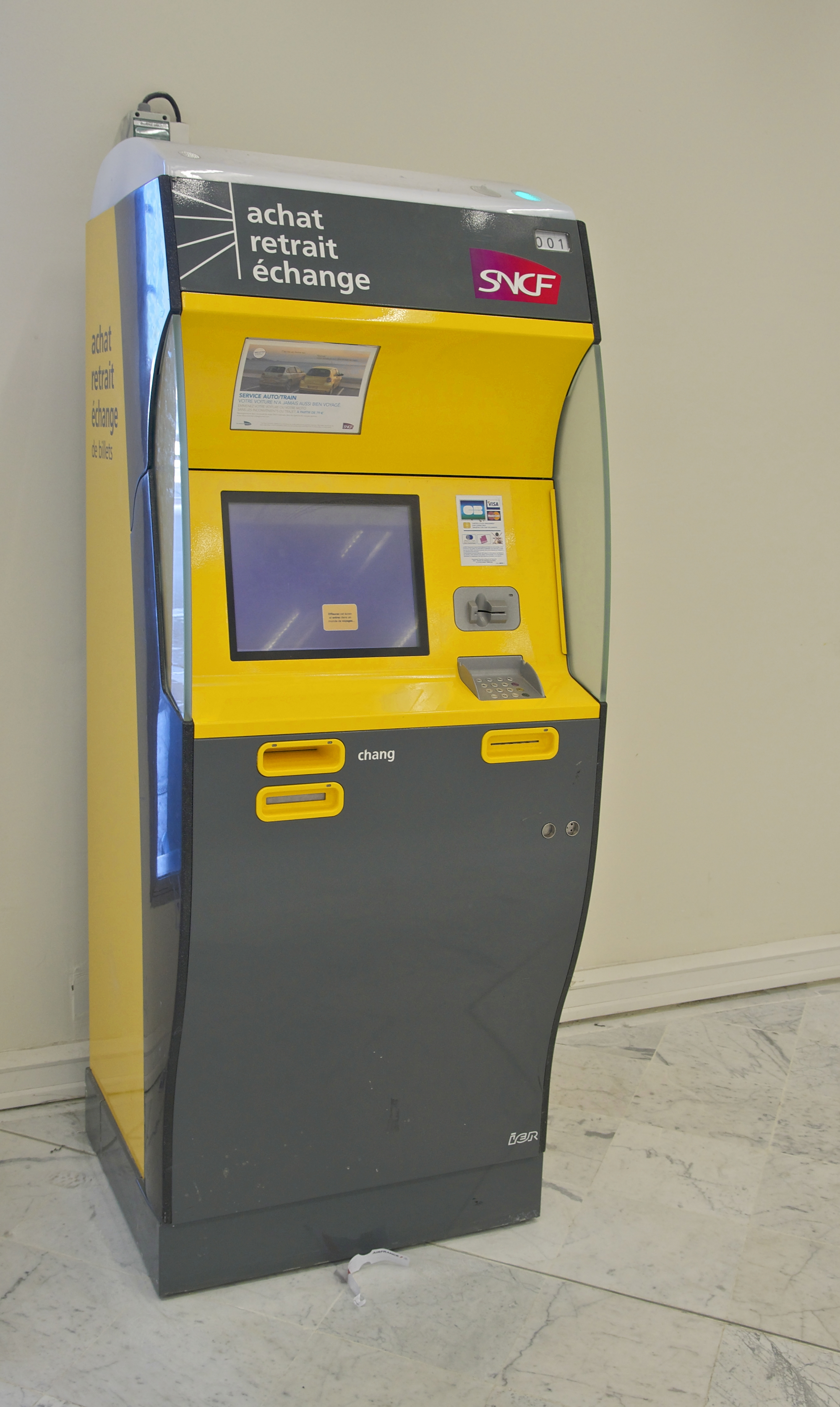
フランスのSNCFの券売機
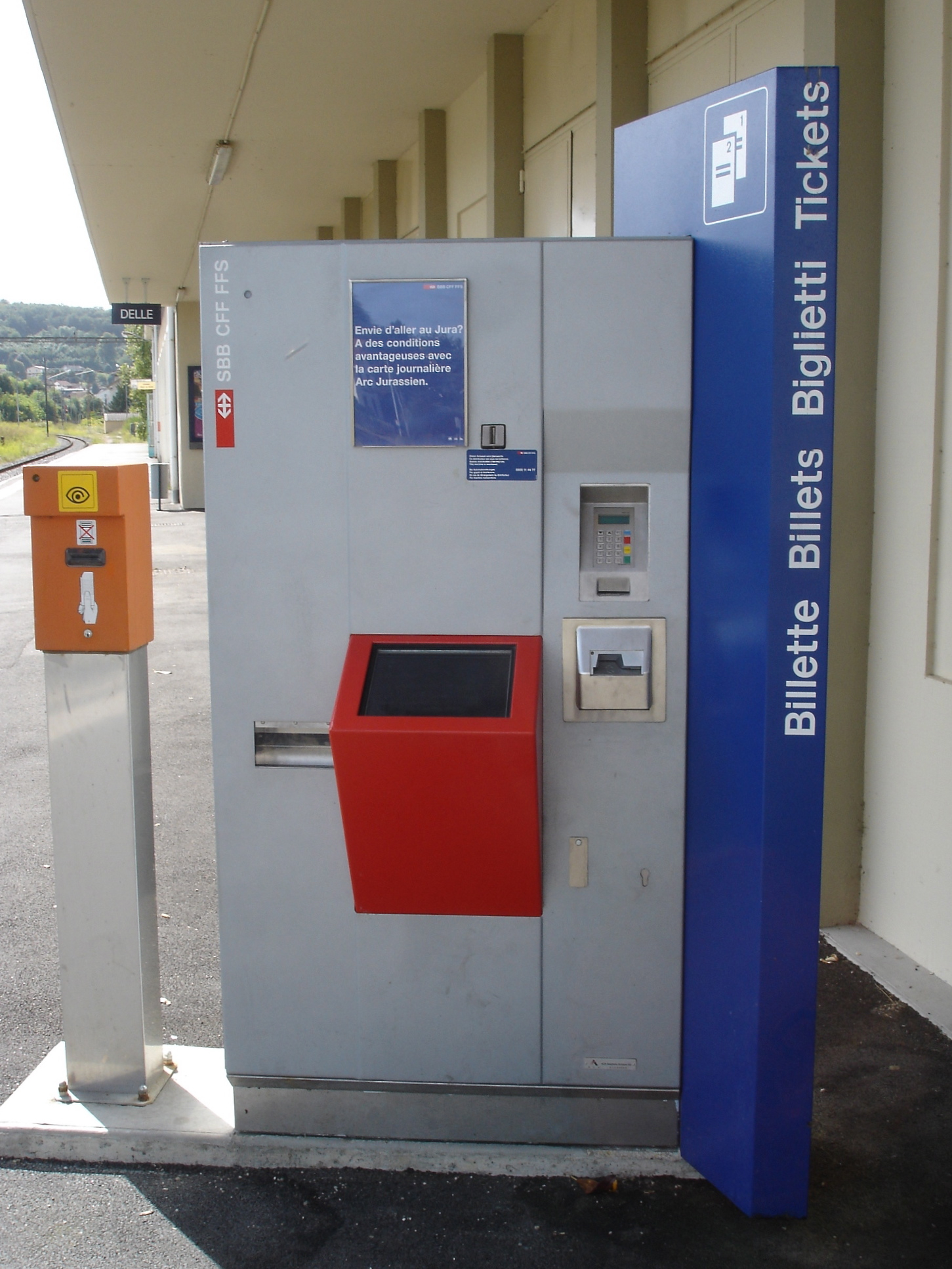
フランスのDelle駅の券売機
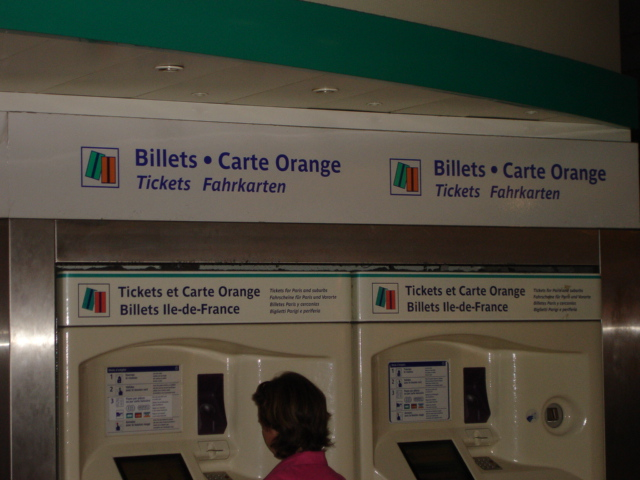
パリの地下鉄の券売機

### イタリア
トレニタリア（イタリア）が駅構内にタッチパネル式の長距離切符用券売機を設置し、DBやSNCFのそれらと同様、利用者が画面表示の言語（イタリア語から英語などへの切替）や発駅、着駅、乗車日、時間帯、乗車する列車、等級、座席予約が任意の列車でのその有無（ユーロスター・イタリアなど全車全席指定の列車を選択した場合はこの限りでは無い）等を選択する。座席予約が任意の列車でのその場合と座席予約を要する（全車全席指定の）列車選択の場合には座席の位置（窓側か通路側か等）を選択可能。クレジットカード決済のみに対応する機器だけで無く、現金・クレジットカードいずれの決済にも対応する機器もある。

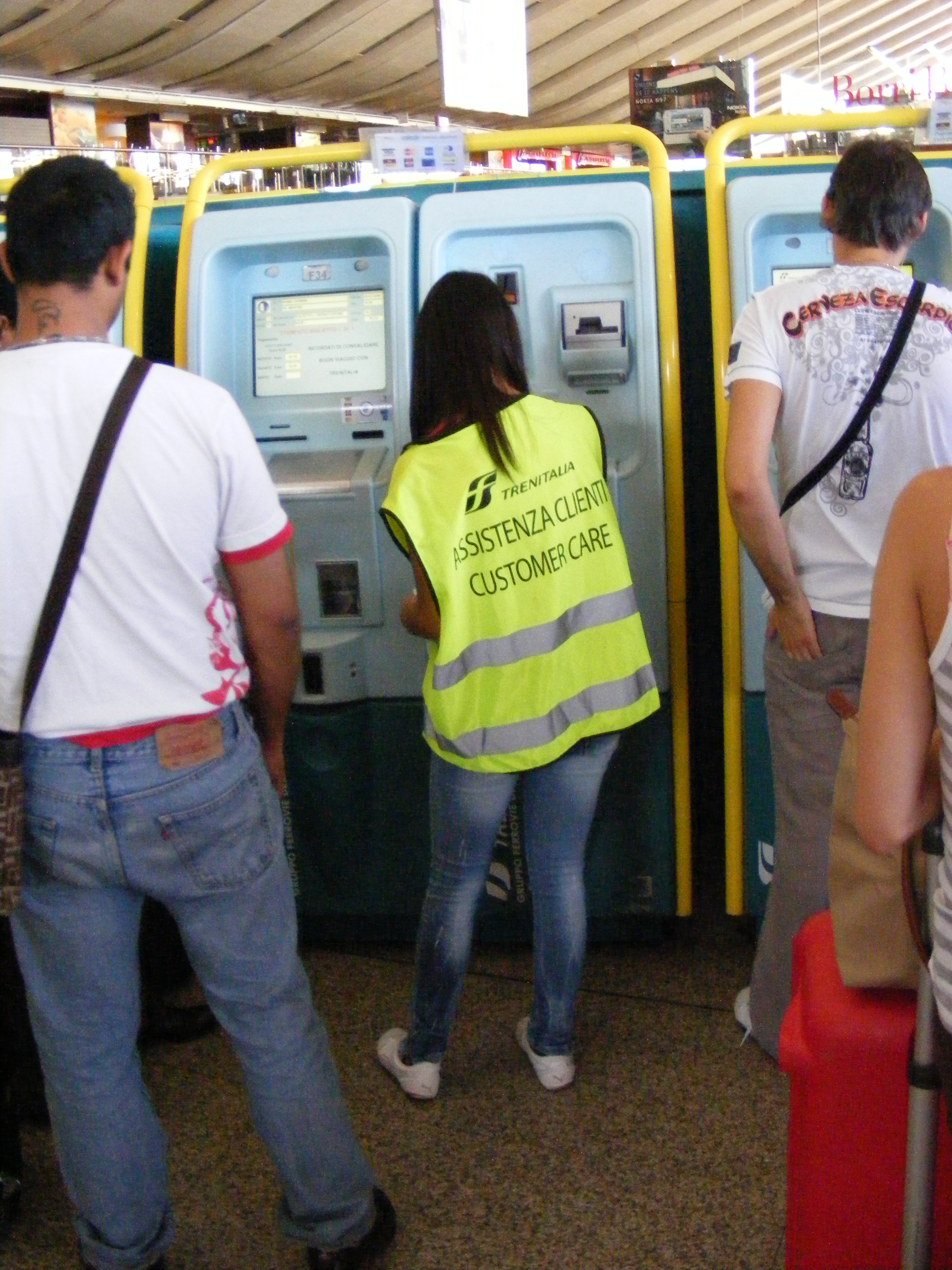
トレニタリアの券売機

### ドイツ
ドイツ鉄道（DB）の駅に設置されているタッチパネル式の長距離切符用券売機では、発駅から着駅への移動について、列車種別（ICE・IC等）の選択のほか、経路では通常多く利用される経路以外も選択出来、車両や座席の等級（一等か二等か）、座席予約を行なうか行なわないか（指定席か自由席か）も選択できる。（フランスのSNCFのTGV等の指定席券売機同様に）画面表示言語をドイツ語から英語・トルコ語等の他言語に切替えられ、また、現金決済に非対応でクレジットカード決済にのみ対応する。
また最近では、1台の券売機で切符の内容の決定と支払、発券に全て対応する方式では無く、利用者がタッチパネルで購入する切符の内容を決定して、その内容が印字されバーコードの付いた控え紙面を発行する機器と、利用者が控え紙面のバーコードを読取らせて支払を行なった後に正式な切符を発券する機器とが、それぞれ別に駅構内に設置されている方式もある。但し発券・支払専用機器では、クレジットカード決済のみならず現金決済にも対応する。前者の機器では先述の従来の券売機同様に、利用者が使用言語や発駅、着駅、列車種別、座席予約の有無等を選択する。控え紙面発行から1時間以内に、後者の機器で支払と発券を済ませなければ自動的に切符の内容と予約が取消される。

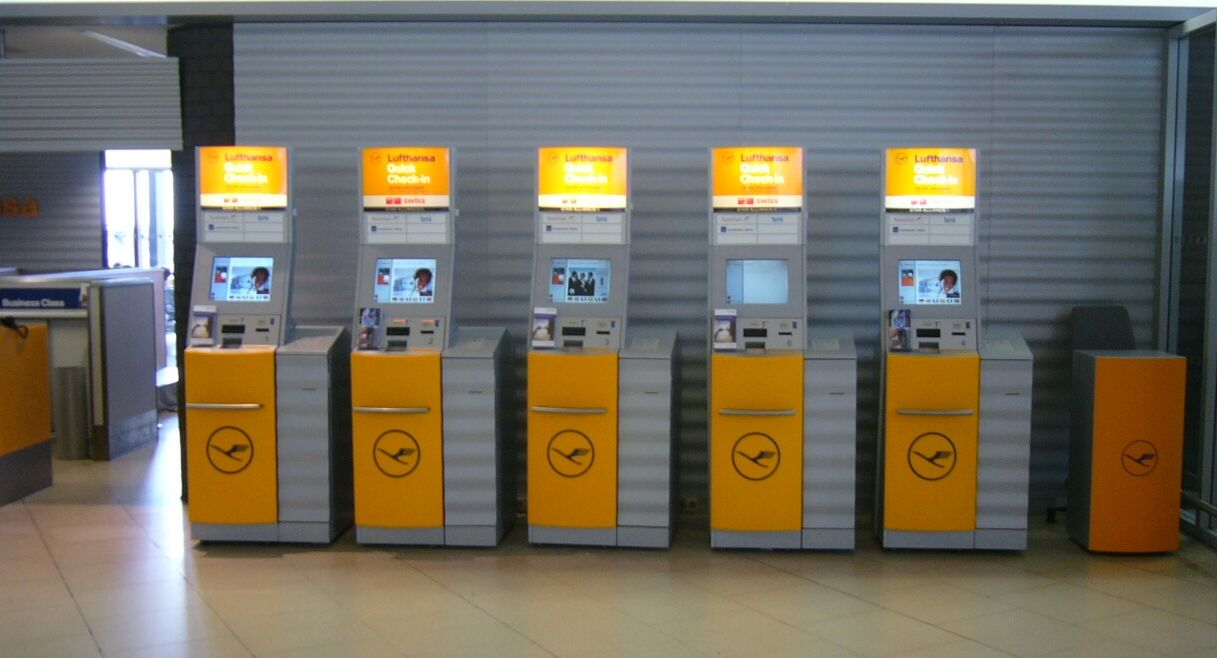
ドイツの空港のルフトハンザ航空の券売機
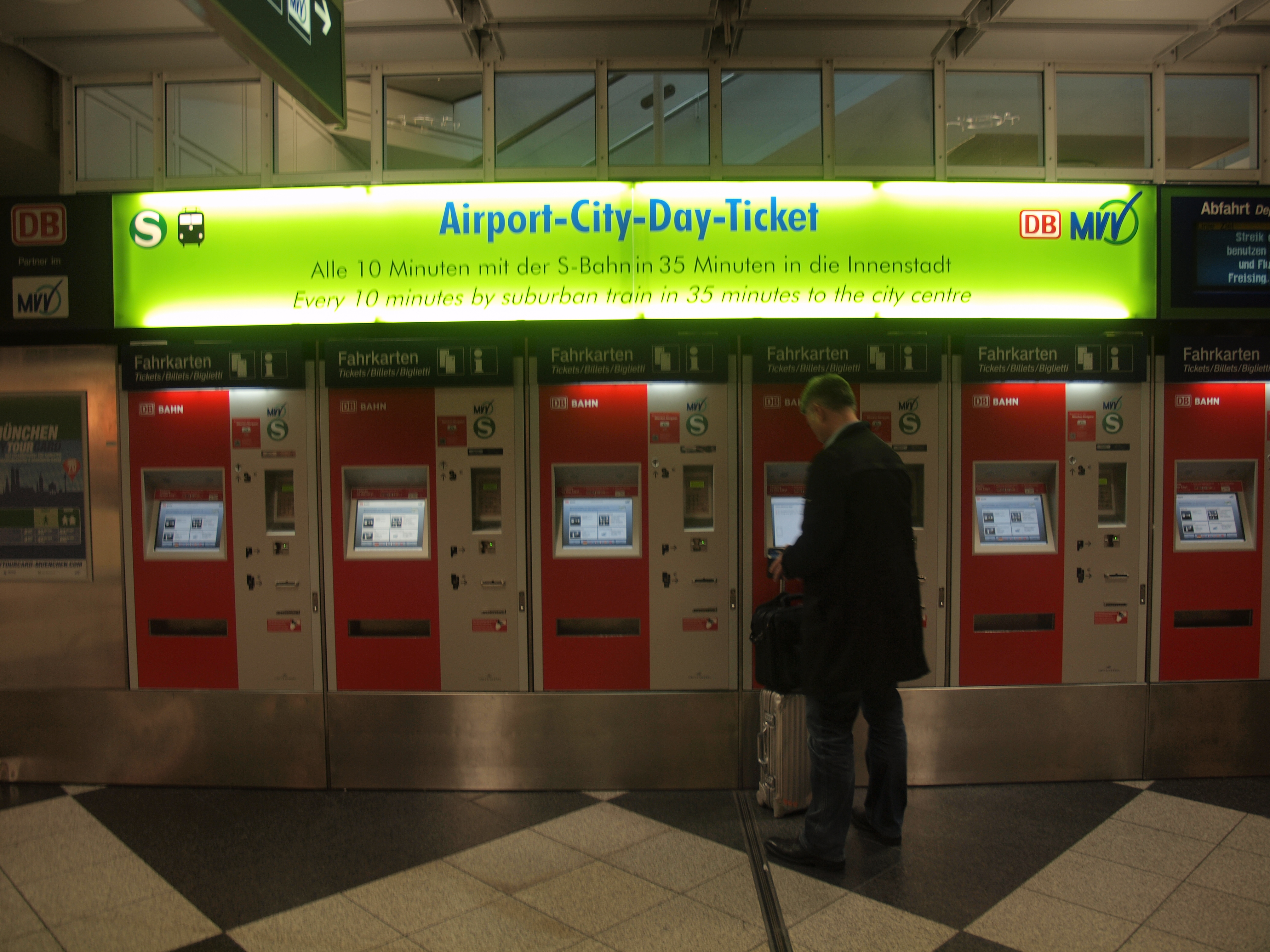
ミュンヘンの空港と都心を結ぶ鉄道の券売機
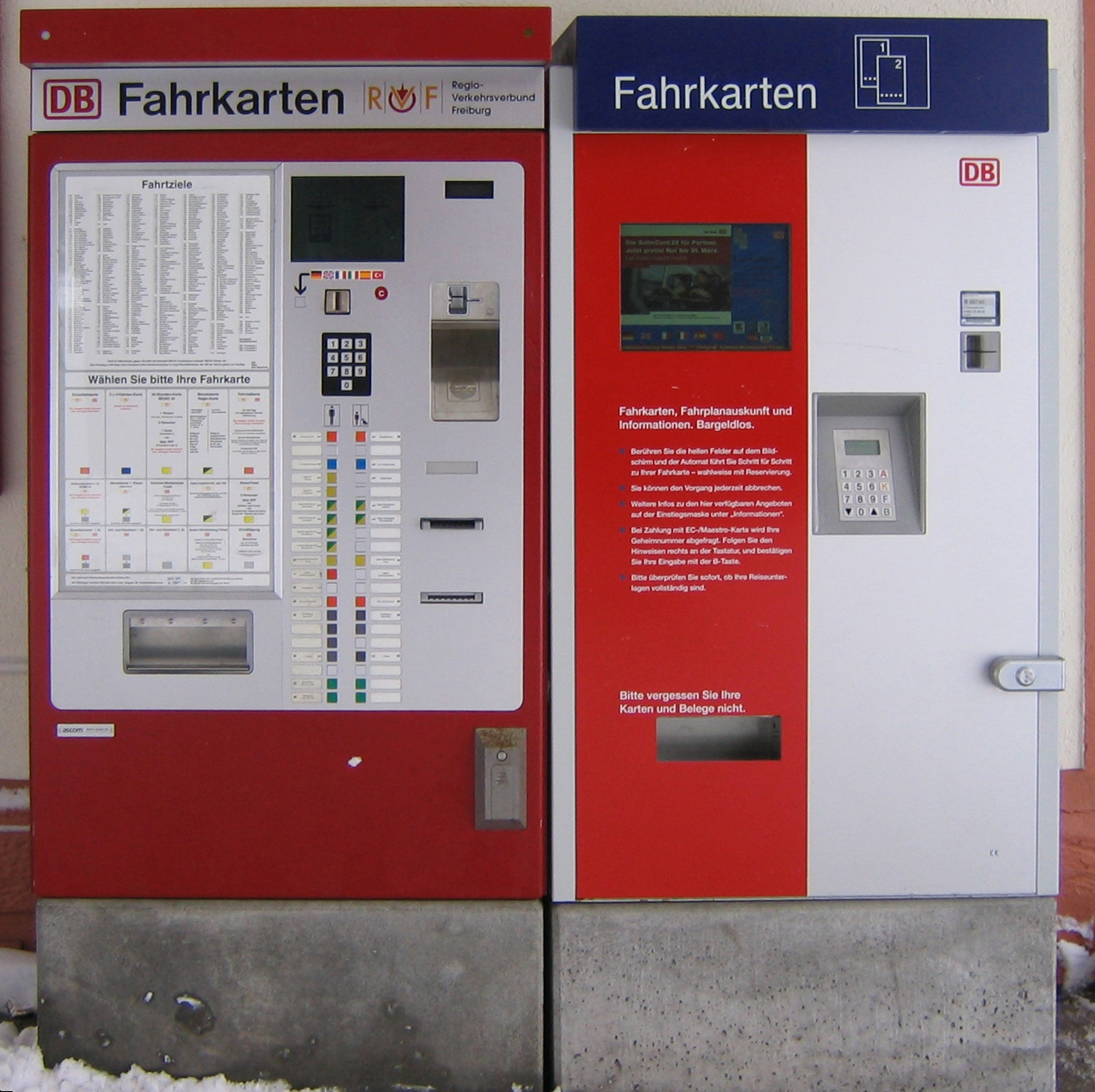
ドイツの鉄道の券売機
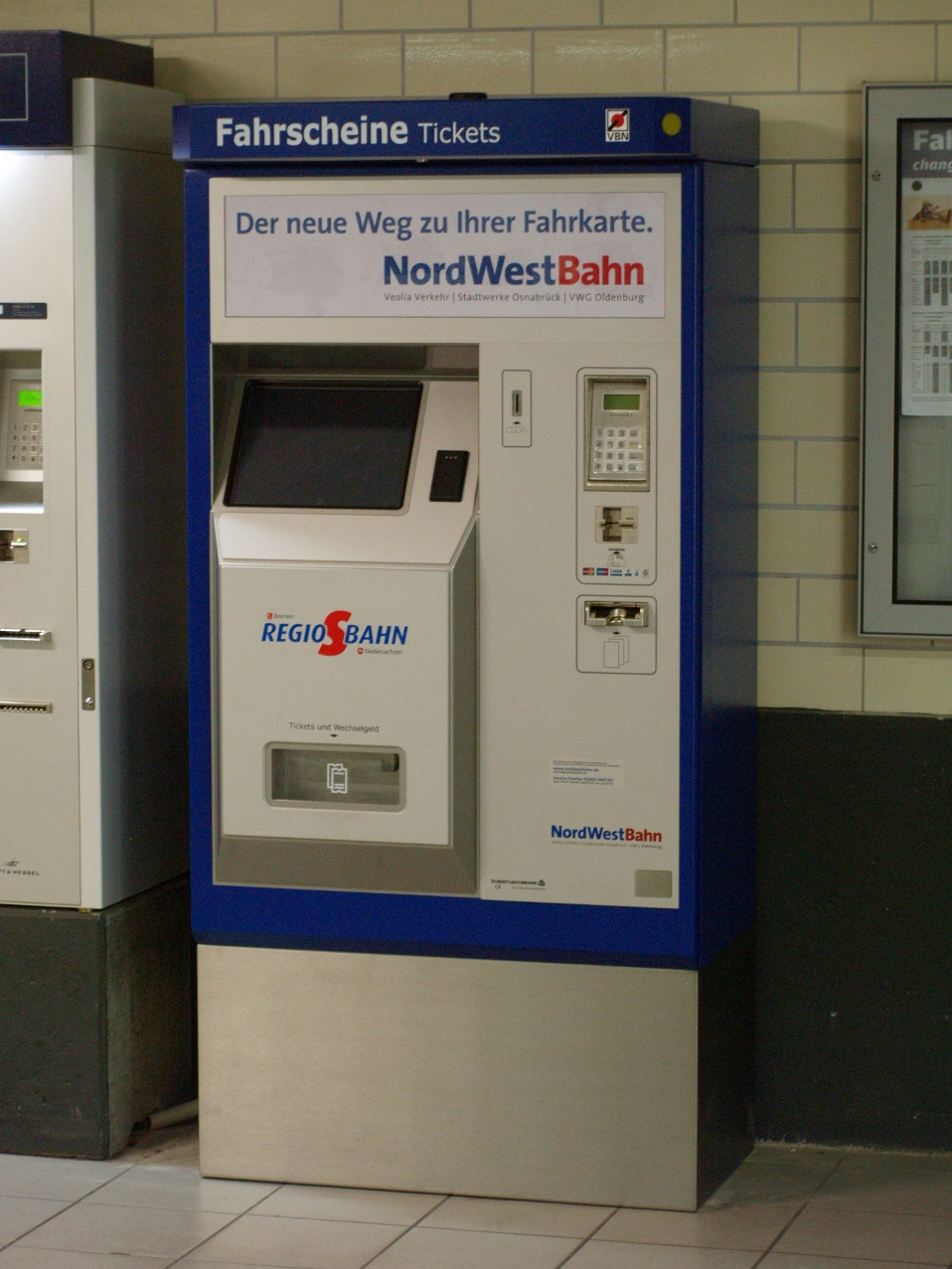
ブレーメンの「S-Bahn Bremen」の券売機
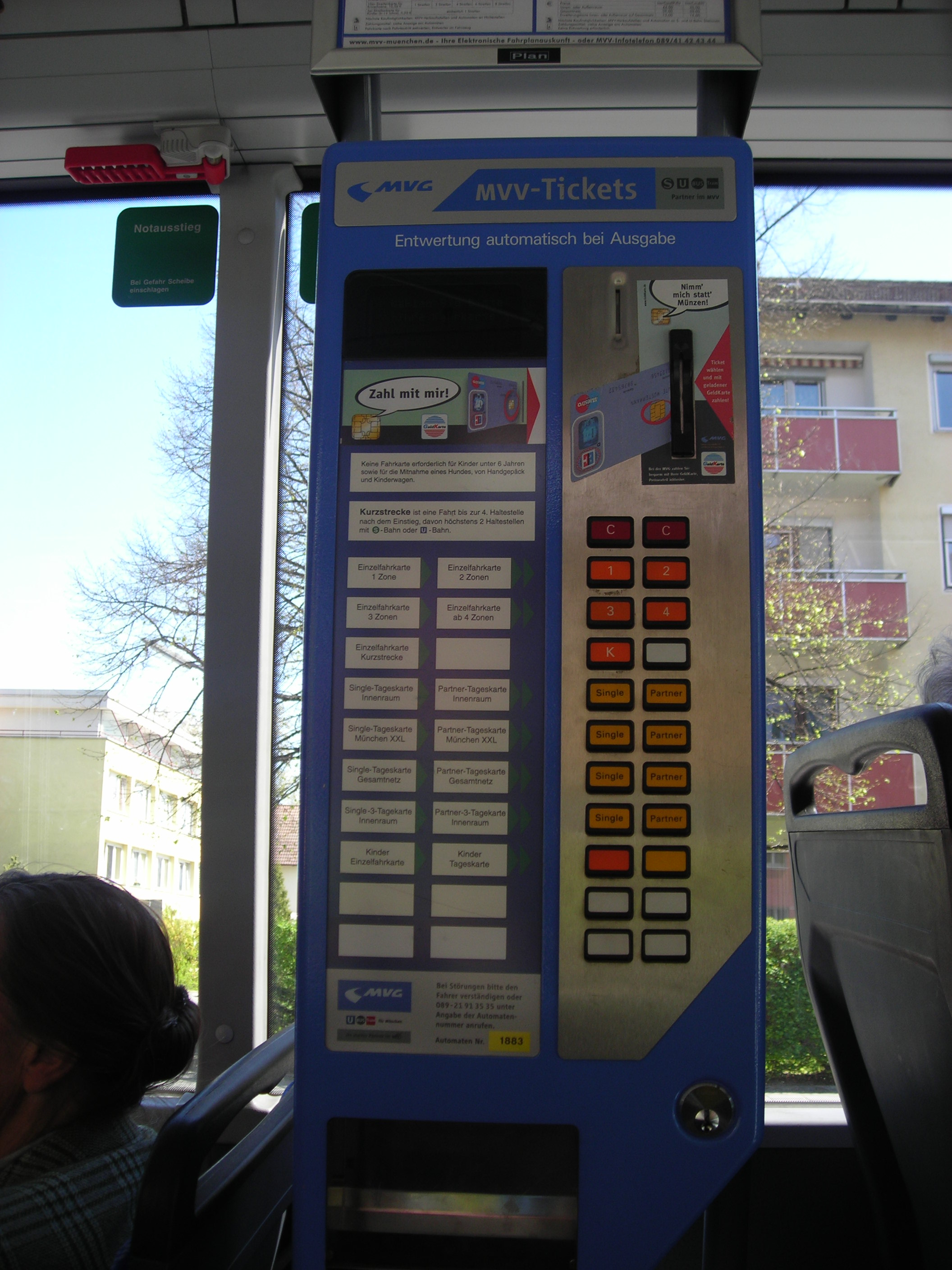
ドイツのバスの中に設置されている券売機

## アジアの自動券売機

### 台湾
中華民国では、台湾高速鉄道・台湾鉄路管理局で設置されている。台湾高速鉄道に設置されているものは、現金以外にクレジットカード、キャッシュカードの利用が可能であるが、キャッシュカードは台湾以外での発行のものは利用出来ない。台湾鉄路管理局に設置のものは、通勤電車の区間車以外の全列車が発券可能である。また、両社共インターネット予約した乗車券の受取機能もある。

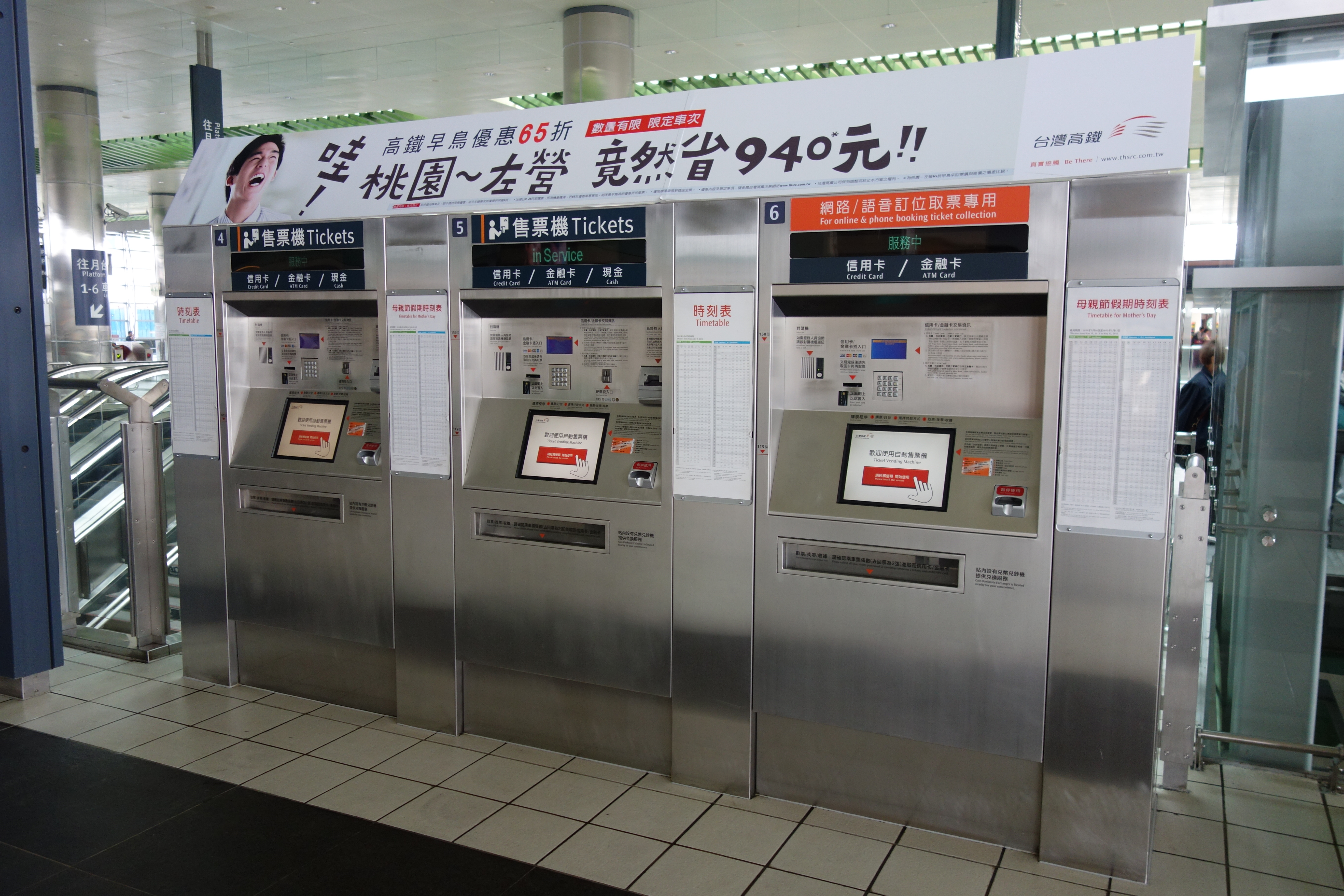
台湾高鉄の自動券売機（台湾・桃園駅）
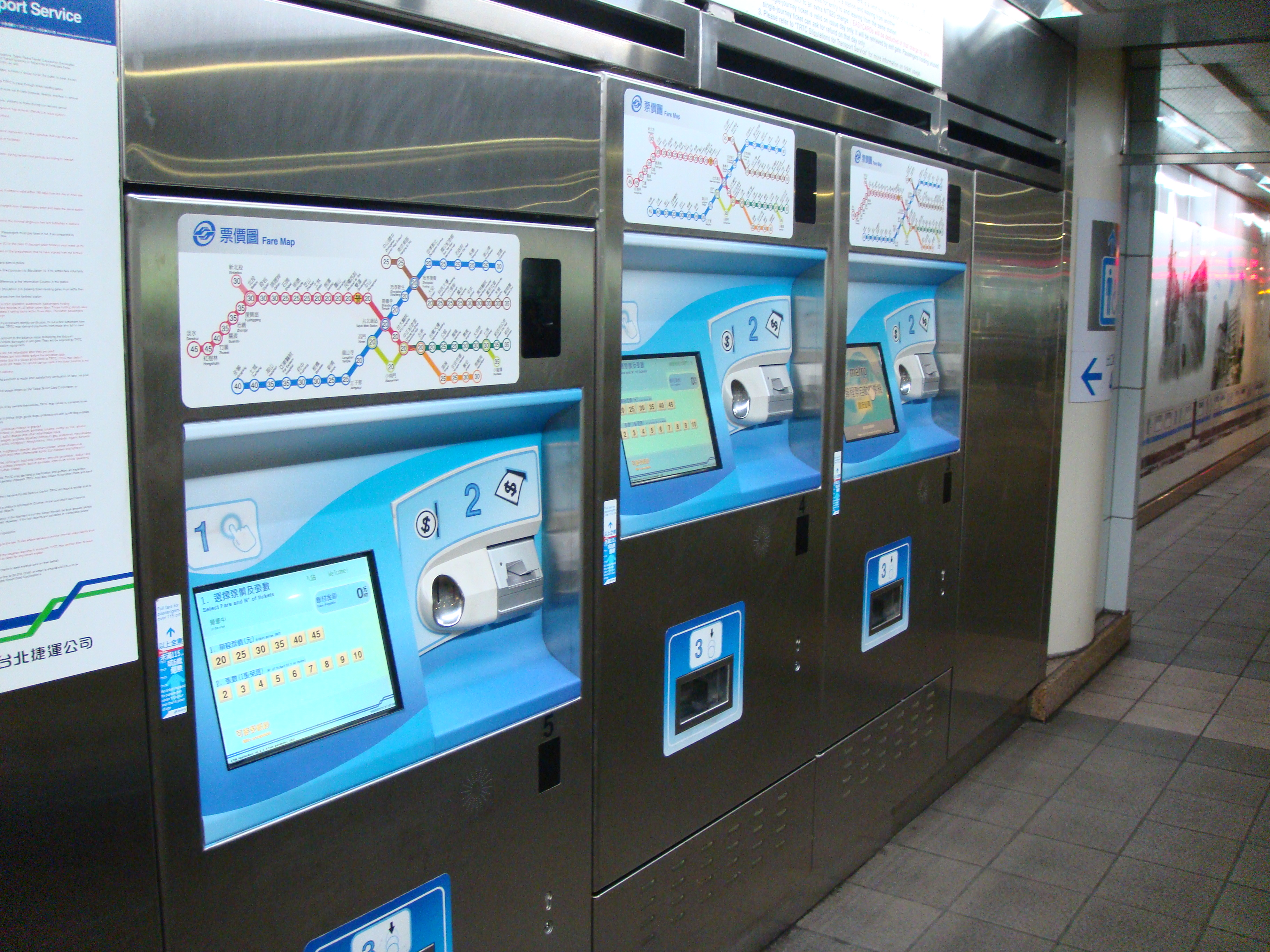
台北捷運の券売機

### 中国
中華人民共和国では、高速鉄道の一部で指定席券売機が導入されている。なお、2011年6月1日に高速鉄道の乗車券購入の際に、氏名や身分証番号を登録する「実名制」が導入されたため、広深鉄路など一部を除き、外国人は利用できなくなった（購入時に身分証明書を読み取らせる必要があり、現状では中国人の居民身分証や、台湾居民来往大陸通行証など中国政府発行のIC身分証しか認識されないため）。

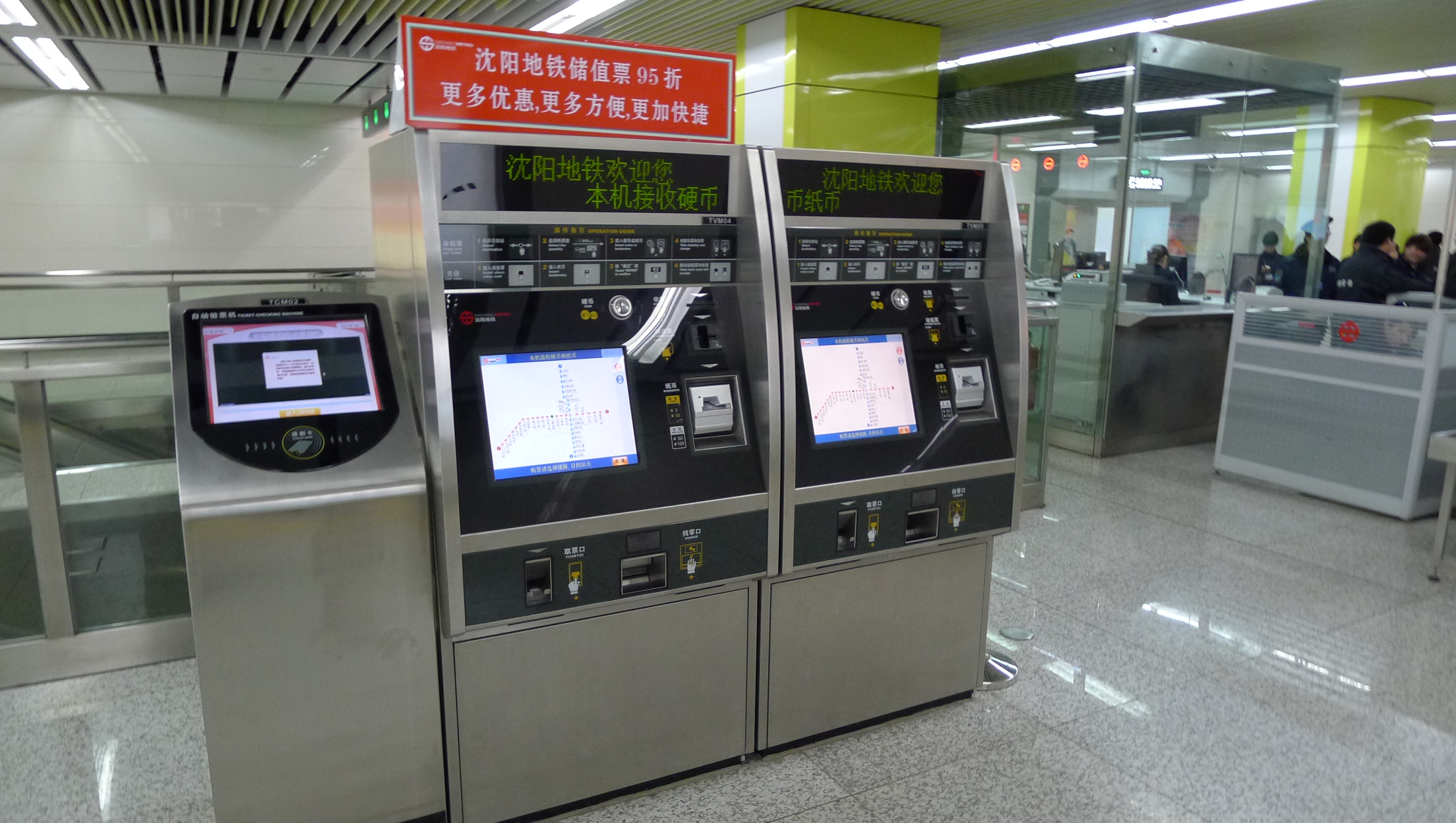
中国の地下鉄の券売機
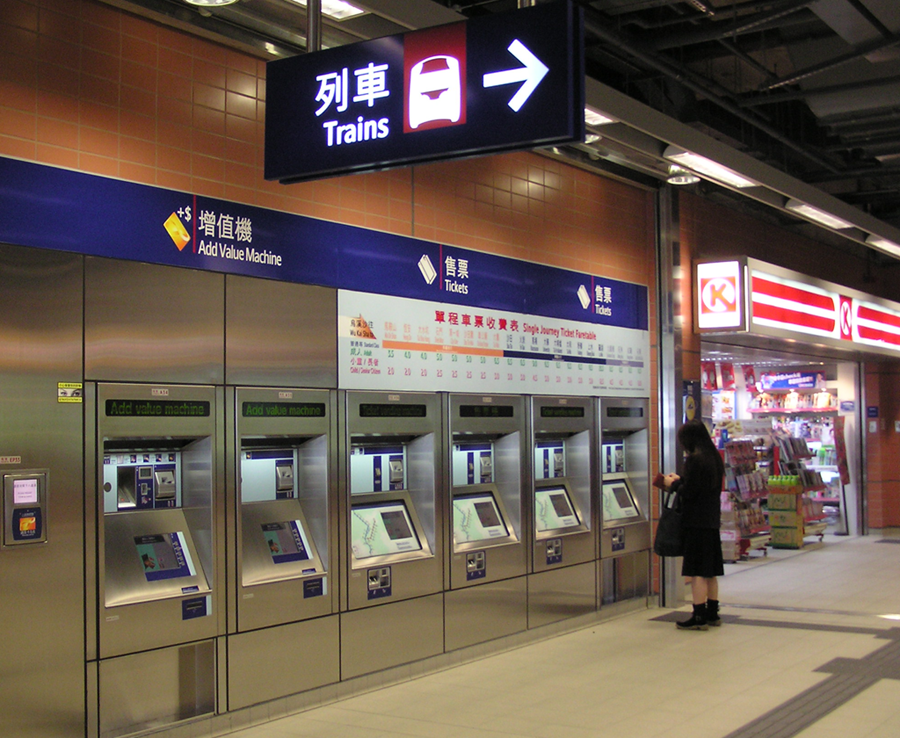
香港MTRの券売機

### 韓国
韓国鉄道公社に設置されている指定席券売機は、当初は鉄道会員専用であり、予約決済済みの乗車券受け取りか、クレジットカード決済（韓国発行のものに限る）による乗車券購入しかできなかったが、その後新型機を導入し、現金決済や会員以外も利用できるようになった。また、購入済みの乗車券の払い戻し機能もある。KTX京江線に導入された最新機種では、タブレットを活用して小型化し、操作画面はKORAIL予約アプリと同一の物を採用し多言語に対応、また従前利用が不可能だった海外発行のクレジットカードにも対応する。SRでも、韓国鉄道公社と同一の端末を導入している。

## 日本の自動券売機

### 日本での導入史

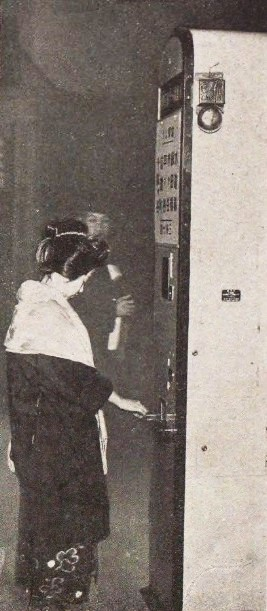
東京駅に設置された自動券売機。10銭を入れると切符が出てくる仕掛け

1911年（明治44年）1月6日の『大阪毎日新聞』によると、「自働入場券販売函」が大阪市の梅田駅に設置された記録がある。2銭銅貨を切穴に入れ、切穴下のボタンを右に動かすと下の出口からあらかじめ印刷済みの入場券が出てくる仕掛けで、入場券は最大1000枚ストックできるようになっていた。同年9月1日からは印刷も行う「印刷販売機」が東京市の新橋駅と上野駅に設置された記録がある。しかし、『日本国有鉄道百年史』にはこれらの券売機についての記述は見られず、使われていた期間についても不明である。
1926年（大正15年）4月25日に東京駅と上野駅において、入場券を取り扱うドイツ製のコインバー式（硬貨を入れ、バーを下に強く下げると1枚券が落ちる方式）のものが導入されたのが日本初だといわれているが、発祥は定かではない。その後、1929年（昭和4年）12月21日には、コインバー式で初乗り区間とその次の運賃区間（5銭および10銭）の2種類の乗車券を取り扱うタイプも登場している。第二次世界大戦中には金属を集めるため一時撤去されるが、1951年（昭和26年）3月に再登場した。
戦後の1956年（昭和31年）頃には、それまでの手動式から電動式へと移行した。当初のものは、一定金額を投入してレバーを操作すると、あらかじめ印刷済みの切符や食券、証票類が提供されるだけの比較的単純な装置であった。1台で1種類しか発売できなかったため（単能式）、発売金額の異なる券売機が何台も並んでいた。多種類の切符を販売可能な（多能式）券売機は、1964年（昭和39年）に硬券タイプのものが、1966年（昭和41年）には軟券に印刷する方式のものが導入された。当初は汎用インクが使用されていたが、濃すぎると手が汚れ、薄すぎると券面が読めなくなる問題が発生した。これに対応するため、ジアゾ複写機の原理を用いたジアゾ式や無色透明の発色材と顕色剤を反応させて発色するキレート式が採用され、1970年代後半以降は熱によりインクリボンや感熱紙を反応させ印字する感熱式が使われるようになった。
現在においてはタッチパネルなどで情報を入力することで、多種多様な切符や食券などが随時印刷出力される多機能なものが普及している。
その一方、鉄道では2000年代以降はICカード乗車券の急速な普及に伴い、利用の都度乗車券を購入する必要性が薄れていることから、機械の更新を行わず券売機の数を削減する駅も現れており、鉄道事業者によっては後述する指定席券売機やチャージ機を代替で設置するケースもある。さらに、2019年10月の消費税増税時に、JR東日本の無人駅では、一部で自動券売機が撤去された。
券面印刷に使用されるプリンタの印字方式は、ドットインパクト方式や感熱式などが用いられる。近年は保守の容易さから感熱式が主流であるが、印字の耐久性に難がある。

### 乗車券の券売機
鉄道の乗車券の自動券売機は、1970年代以降、大都市圏を中心に普及が本格化した。これらの券売機は、自動改札機の使用を想定して、乗車券表面への印字だけでなく裏に塗布された磁気記録面に対して券片の情報を記録する機能も持つ。ほとんどの鉄道駅や一部のバスターミナルに設置され、主に短距離の乗車券類を販売する。

#### ギャラリー

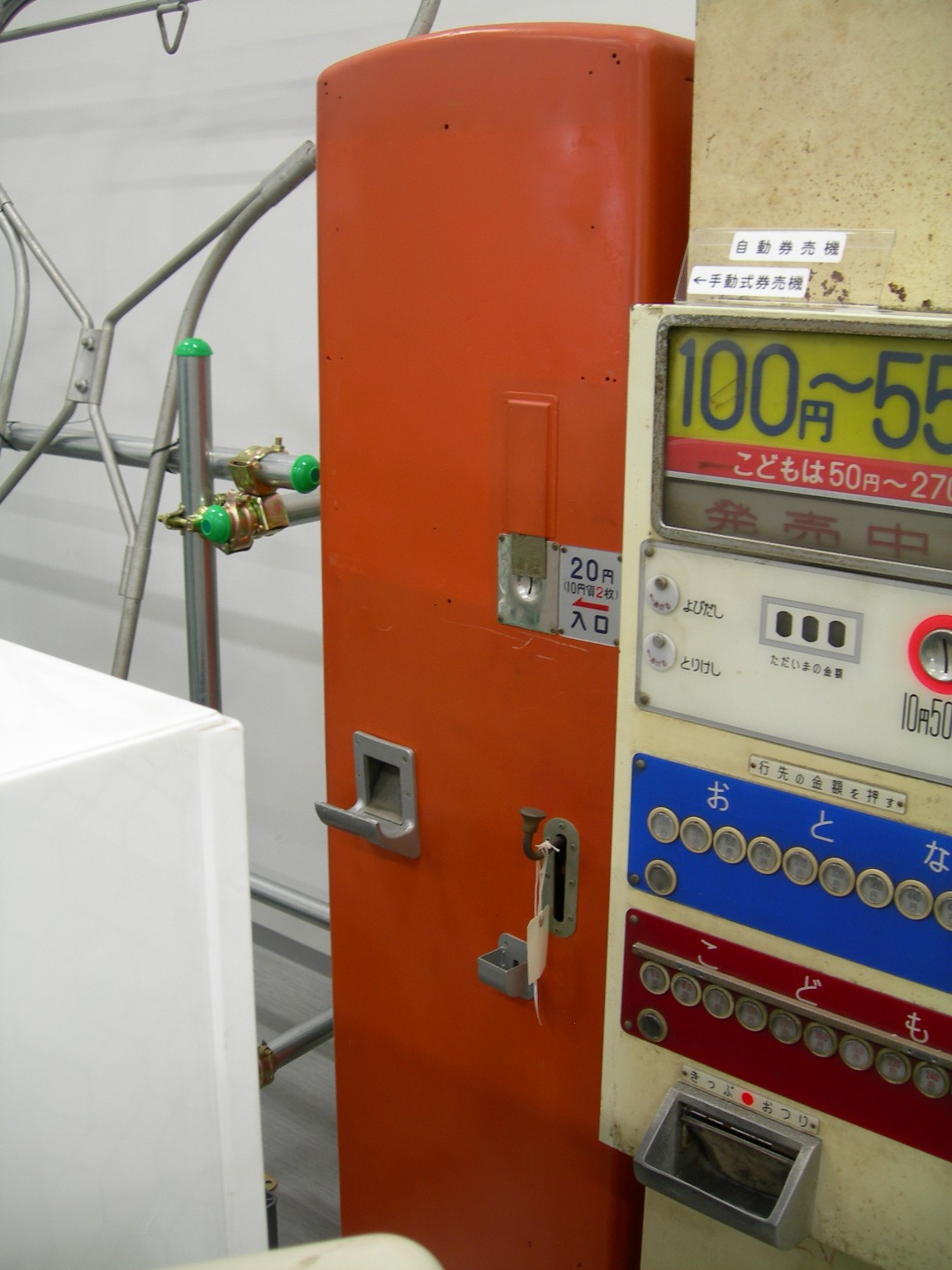
初期の手動式券売機。右側は1980年代に主流であった硬貨専用の垂直ボタン式自動券売機（鉄道博物館）
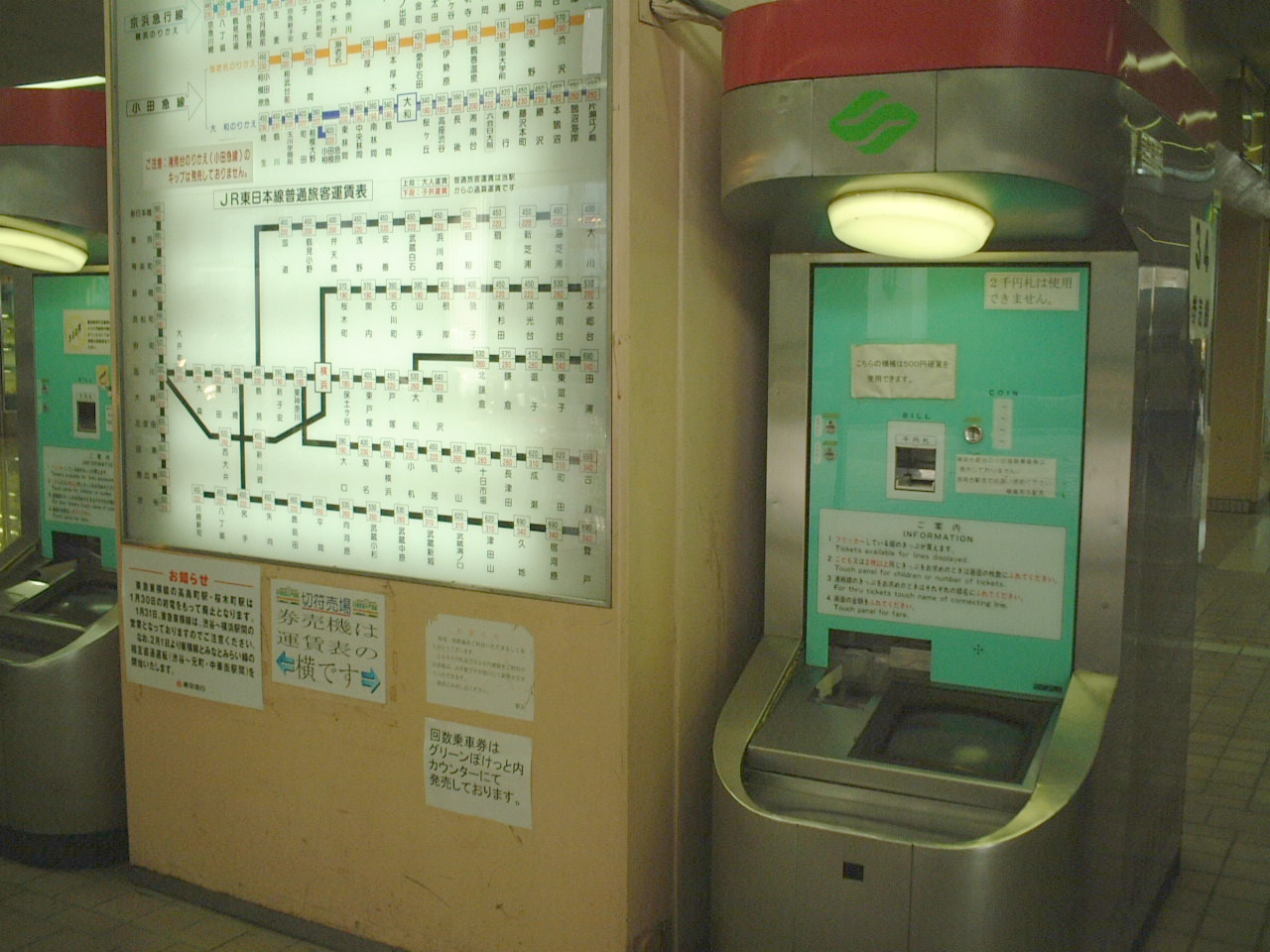
ブラウン管ディスプレイを採用した日本初のタッチパネル式自動券売機[5]（相模鉄道いずみ野線緑園都市駅）※撤去済み
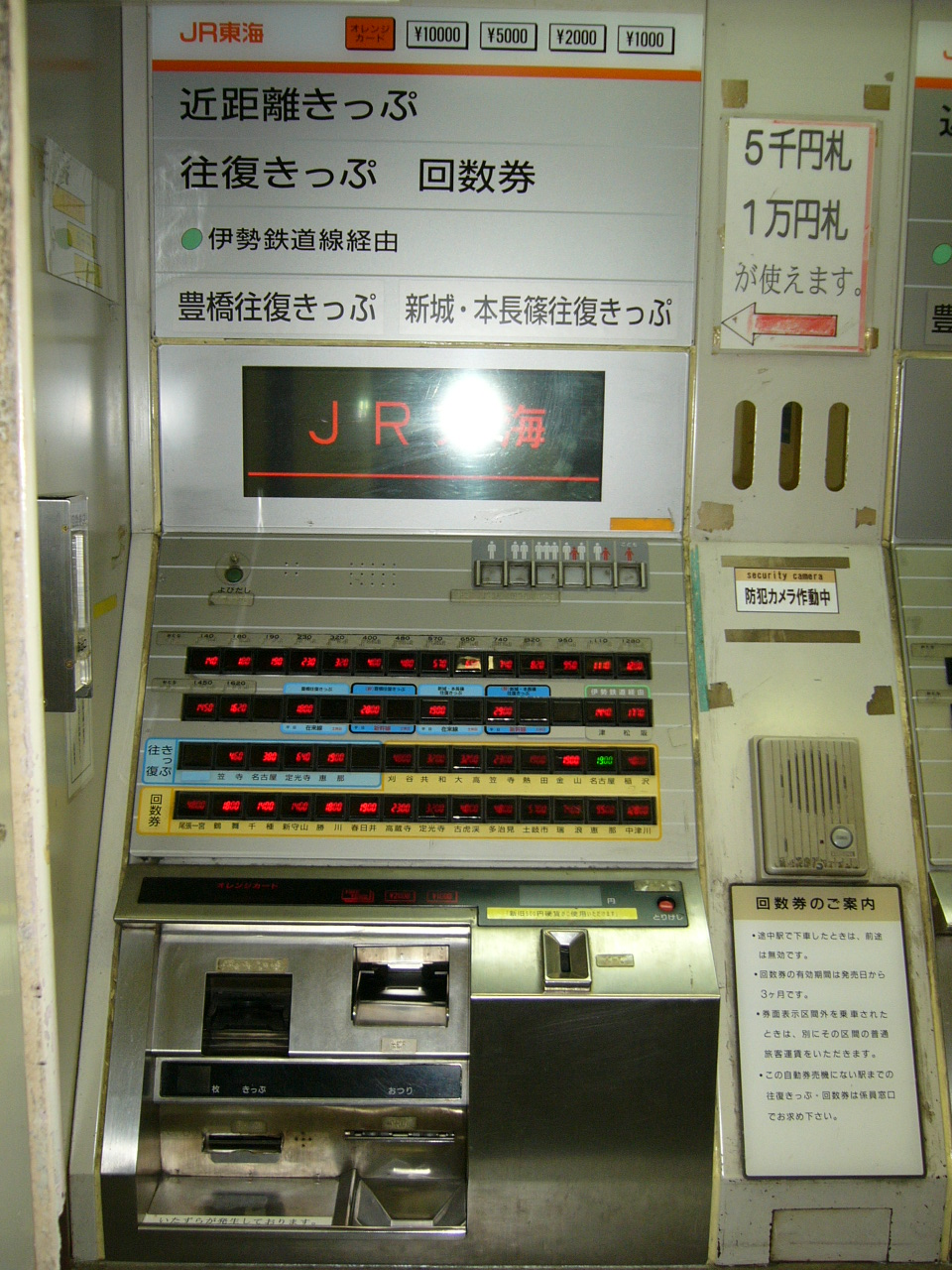
ボタン式の自動券売機（東海旅客鉄道（JR東海）中央本線大曽根駅）（神鋼電機製）
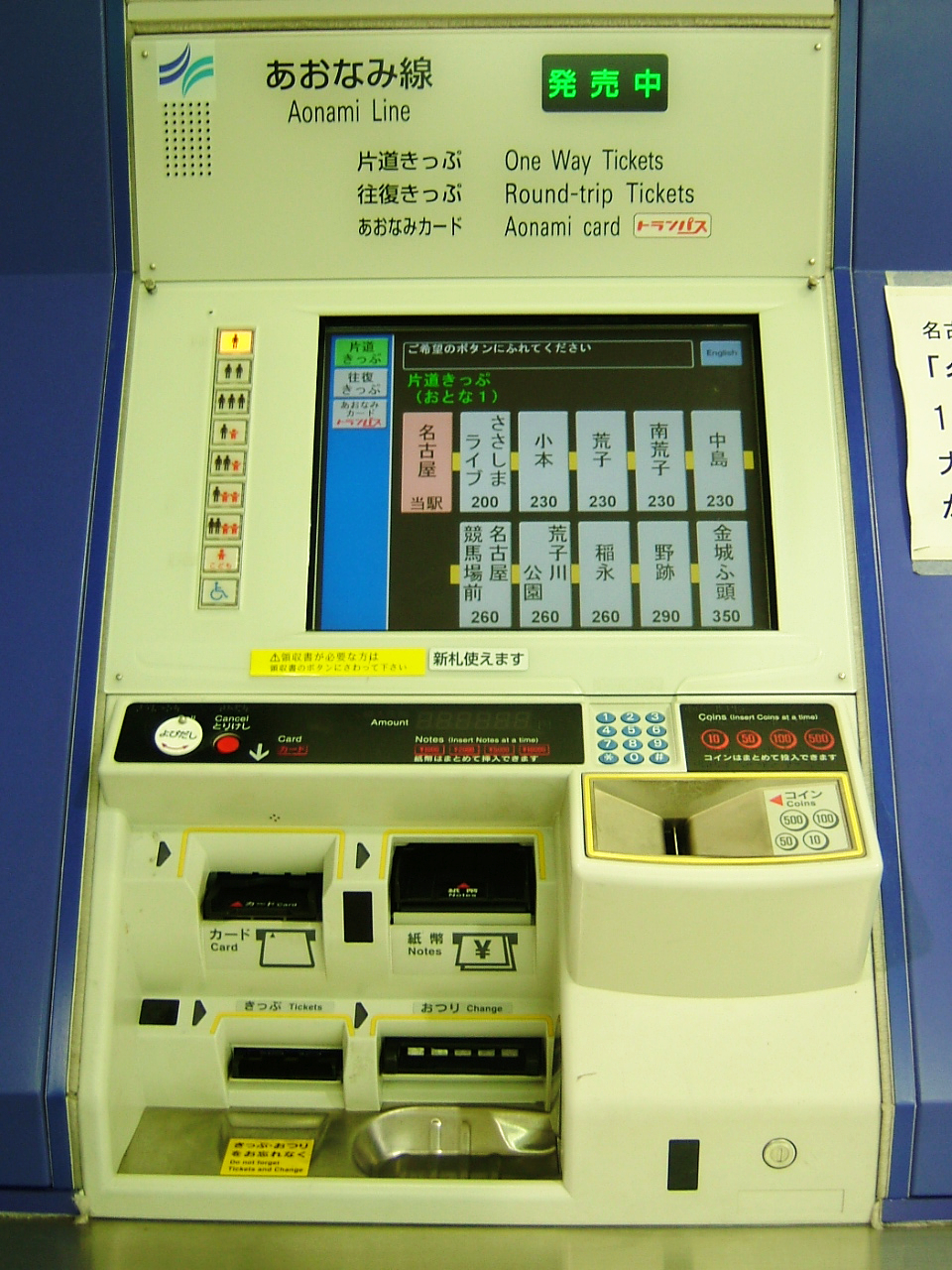
タッチパネル式の自動券売機（名古屋臨海高速鉄道あおなみ線）（オムロン製V7）
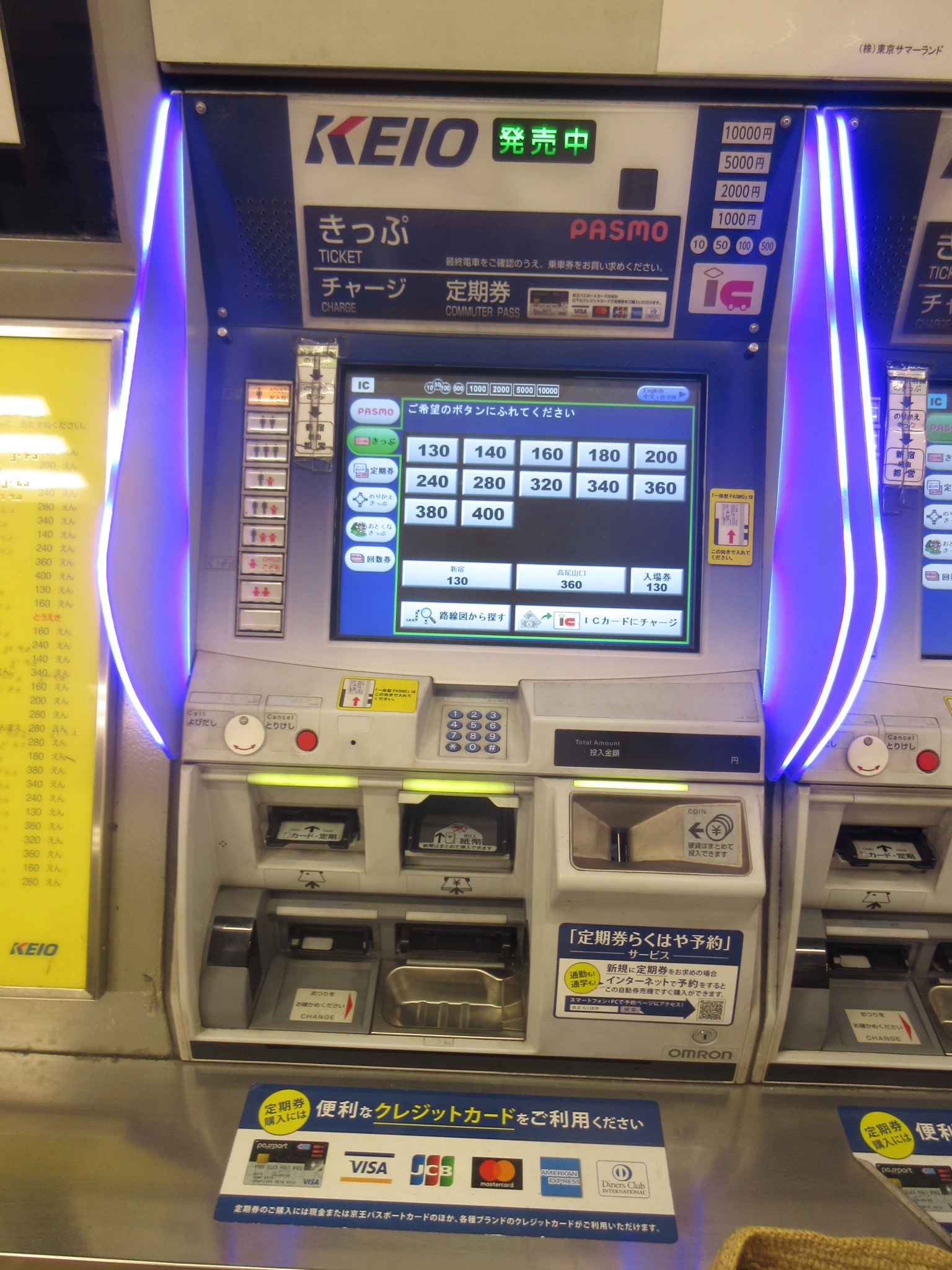
タッチパネル券売機 (京王 オムロンV8)
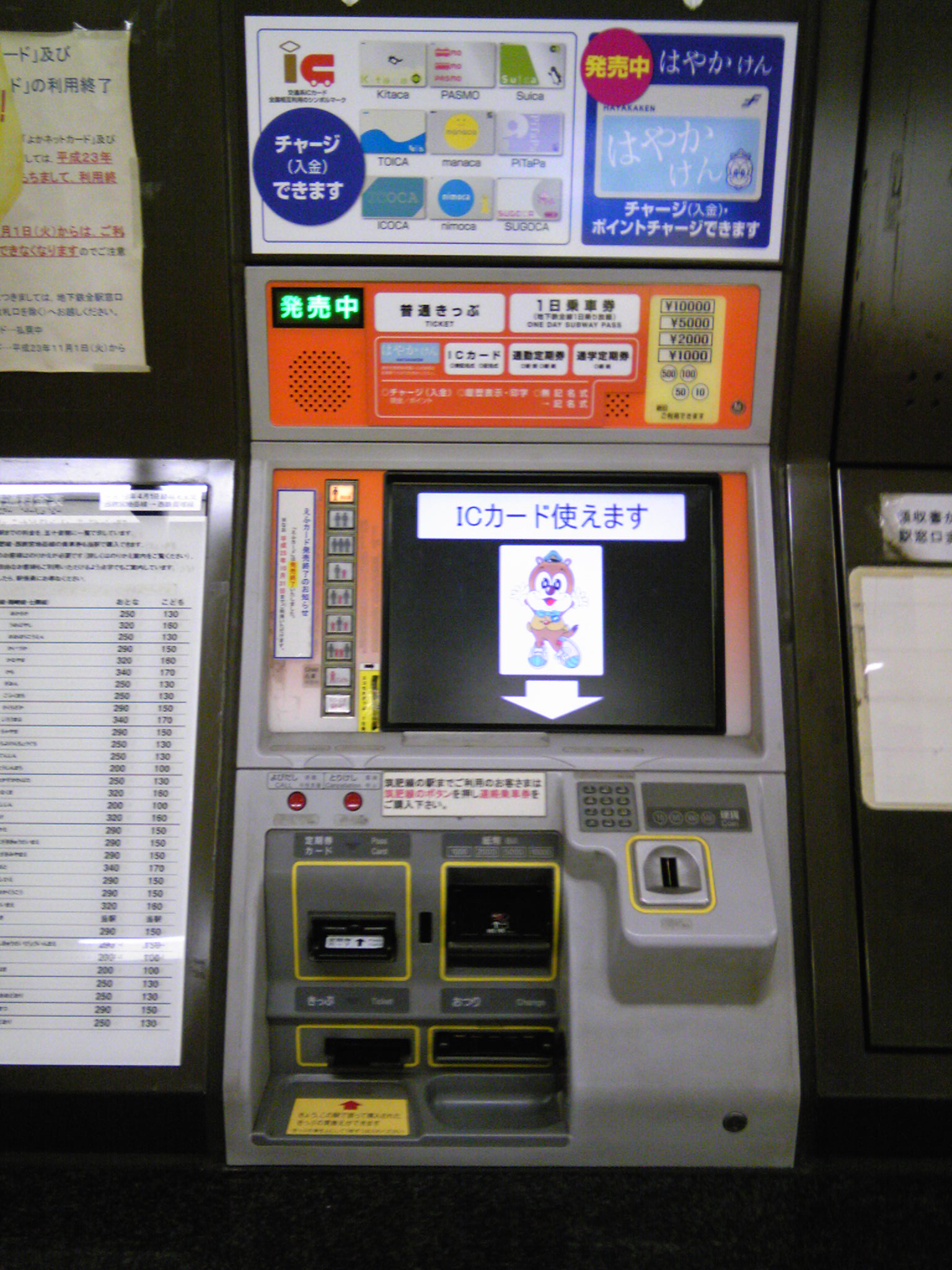
ICカード対応の自動券売機（福岡市地下鉄空港線藤崎駅）（日本信号製MX-7)
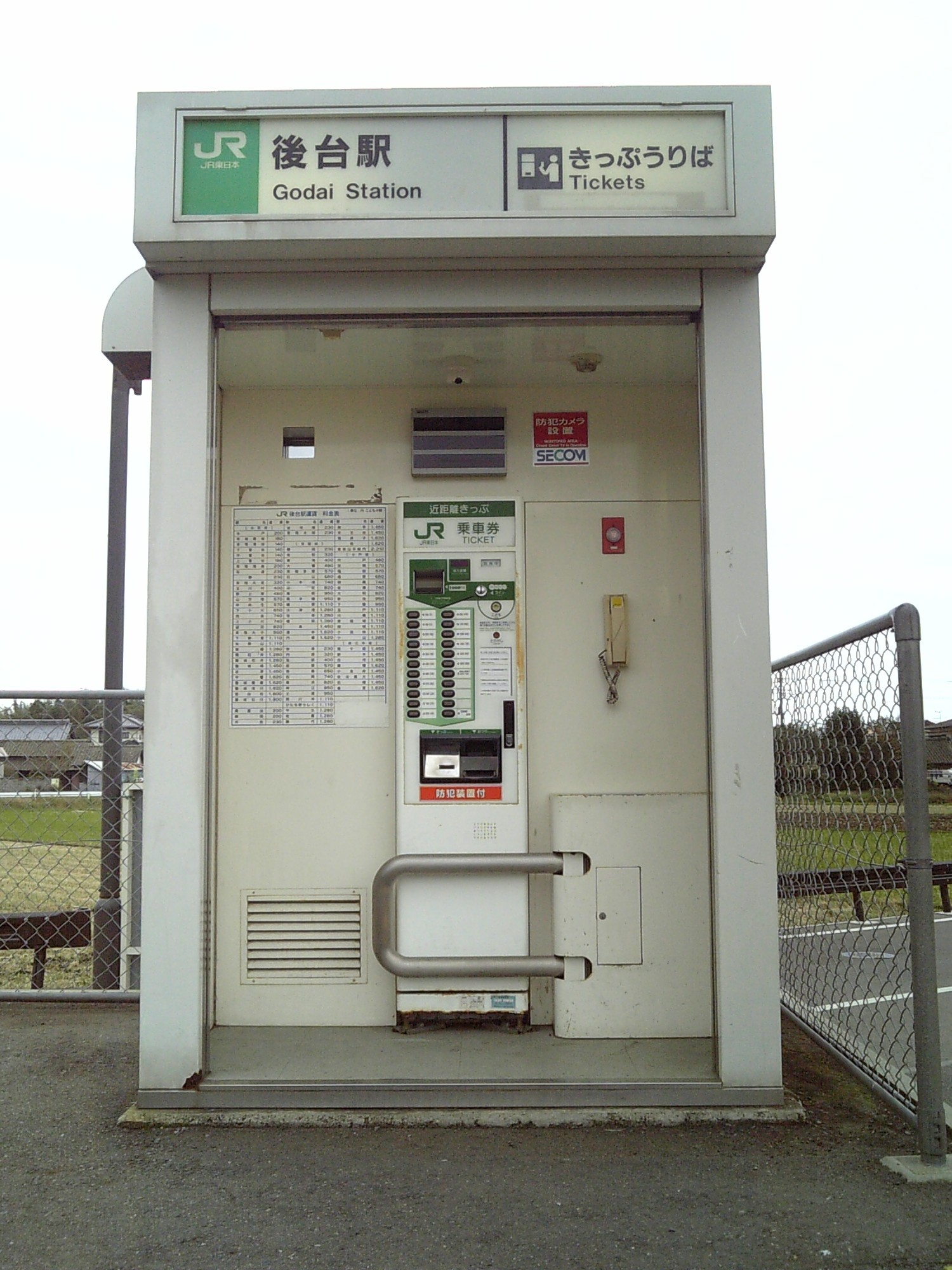
無人駅向けに設計された自動券売機（JR東日本水郡線後台駅）
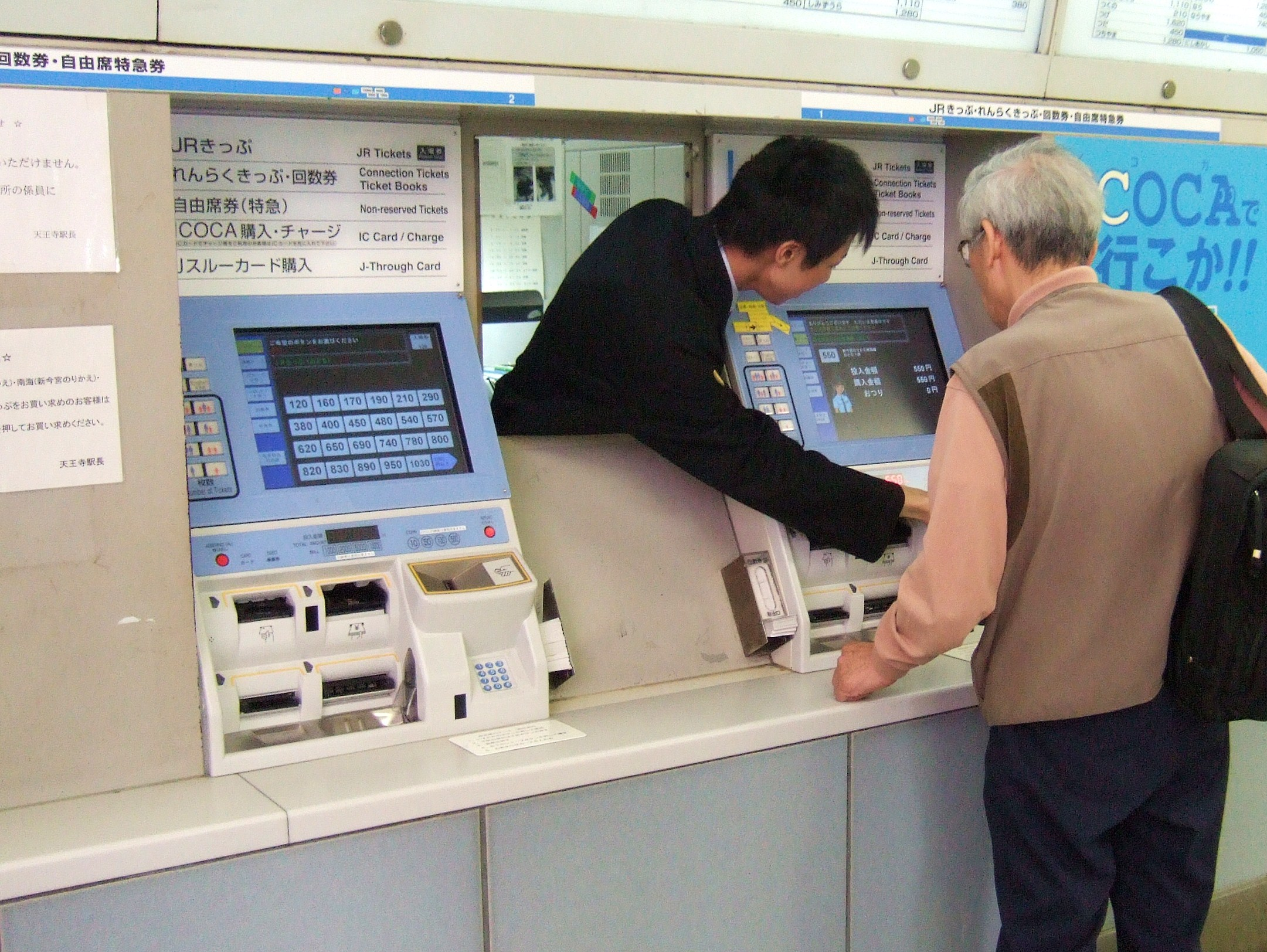
職員の対応例
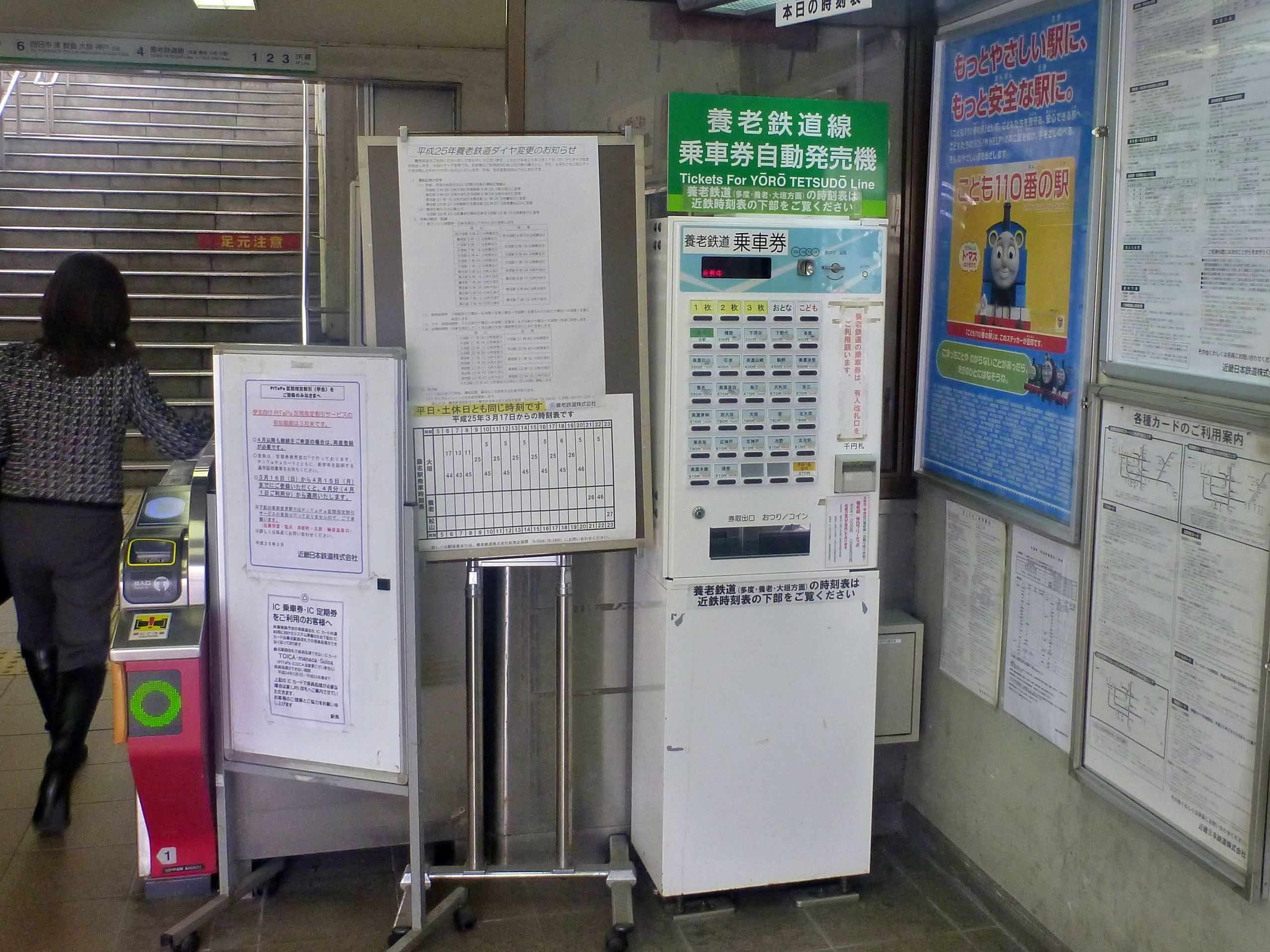
汎用の券売機を利用した自動券売機（養老鉄道桑名駅）

#### 利用できる硬貨・紙幣・カード
当初はその用途（短距離・低価格のチケットの販売）から硬貨専用の機種がほとんどで、切符の額に合わせた貨幣しか入らないものもあった（2010年現在でも見られる）。初めて紙幣に対応したのは1965年（昭和40年）に名古屋鉄道堀田駅に導入された多種類電子乗車券券売機で、五円硬貨、十円硬貨、五十円硬貨に加え百円紙幣を投入することができた。その後は紙幣対応の券売機が普及していくが、当初は千円紙幣のみ受け入れるボタン式が主流で、今日のように高額紙幣を受け入れて千円紙幣を釣り銭として払い出す券売機はそれほど多くなかった。低額貨幣しか使えない券売機を補完するために、紙幣の両替機が設置されるケースもあった。1990年代後半以降のものは五千円紙幣・一万円紙幣・二千円紙幣（2000年発行開始）に対応し、二千円紙幣や五千円紙幣を釣り銭として払い出す機能を有するようになった。
日本国外では、以前の日本のように硬貨しか受け入れない券売機が主流だが、近年は小額紙幣のみならず、全貨幣を受け入れるものも増加しつつある。
自・提携事業者が発行する磁気式プリペイドカードに対応している場合、券売機でプリペイドカードを購入したり、プリペイドカードを挿入口に挿入して乗車券類を購入したりできる場合がある。また、SuicaやPASMOなどIC式プリペイドカードに対応した券売機であれば、乗車券類・ICプリペイドカードの購入のみならずプリペイド金額の積み増し（チャージ）、ICカード使用履歴の確認・印字などができるものもある。いずれも、当該事業者の旅客営業規則その他の約款に基づいて機能が提供される。
この他、指定席券売機や定期券を発行できる券売機では、購入金額が高額（数万円程度）になるためクレジットカードにも対応している。

#### 領収書
前述のように、当初の券売機は主に低額な乗車券を扱うため、領収書は発行されないものが多かったが、現在では現金で購入した短距離乗車券の領収書を発行できるものも存在する。また、定期券自動券売機および新幹線などの長距離乗車券類の券売機では、ボタン操作で領収書の発行が可能なものが多い。なお、現金購入した切符類へ集札時に無効スタンプを押印してもらうことでも領収書と同様の効力を持つ。

#### その他
鉄道事業者が券売機に釣り銭を誤って装填する（100円硬貨と10円硬貨を逆に入れるなど）ミスがしばしば発生しており、駅の掲示物やウェブサイトで告知されている。
券売機が機械化・電子制御される昨今、上述のような基本機能の他にも様々な付加機能がつくものも多い。
- 間違って買った乗車券類をきっぷ取り出し口に挿入すると、代金が払い戻されるもの（JR西日本、JR東日本、仙台市交通局、福岡市交通局、東武鉄道など）
- 乗車券を購入の際、運賃のほかにカード保証金を合わせて支払うことで、乗車後、券売機に乗車券を返却すると保証金が払い戻される（デポジット）もの（乗車券が完全にIC化されているシンガポールMRTなど）

日本では、代金を投入してから券種のボタンを押すものが多いが、日本国外では代金投入前に券種を選択する方式が多い。両方の方式に対応したもの（JR・名鉄のタッチパネル式など）も設置されている。また、代金投入前に券種を選択した場合には、投入金額が乗車券類の代金に達した時点で受入れが中止されて釣り銭が支払われるものもある。
また、旅客鉄道会社の一部の境界駅とその周辺の駅に設置されている自動券売機には、JR会社区間を区別する機能を付加しているものがあった（例：過去の南小谷駅・辰野駅・塩尻駅・米原駅・熱海駅・国府津駅・甲府駅・児島駅など）。JR発足当初はすべての境界駅でこの機能が付加されていたほか、境界駅に近い駅（川崎駅・横浜駅・平塚駅・松田駅・御殿場駅・三島駅・沼津駅・富士駅・清水駅・静岡駅・名古屋駅・大垣駅・京都駅・岡山駅など）でもJR他社区間を指定する機能が付加されていた（JR発足当初は、JRの会社区間を厳密に指定しないといけなかったため）。この券売機の場合は券面に、発券する会社と同じ路線の場合「○○会社線」自社名でと表示され、異なる会社の場合は経路が単一の場合「××会社線」と他社名で、発行駅または途中駅で複数の路線が分岐する場合「○○経由」「××経由」と表示されていた。
更に、JR八戸線の長苗代駅 - 鮫駅間の終日無人駅では、八戸線内用と八戸駅経由青い森鉄道線連絡用の2種類の自動券売機が設置されている。
地方の私鉄では、後述する食券用自動販売機が乗車券用に利用されていることがある。

### 指定券自動券売機
JR各社及び私鉄各社において、座席指定列車の指定席券を発売する券売機が設置されている。JR各社の券売機については「指定席券売機」を参照されたい。

#### 私鉄各社
私鉄での指定券自動券売機の導入は国鉄・JRに比べて早く、1990年代以前から導入を行っている事業者もあった。
- 小田急電鉄の各駅に設置の自動券売機の多くでは、通常の乗車券類やPASMOの他、全車指定席の特急ロマンスカーの特急券や企画乗車券などが購入可能である。さらに各駅で最低1台は、定期券の発売も可能となっている。新宿駅などの一部の特急停車駅では特急券のみ購入可能の券売機が設置されていることがある。
- 近畿日本鉄道（近鉄特急）、南海電気鉄道、東武鉄道及び名古屋鉄道の一部の駅でも、指定席特急券（名古屋鉄道は特別車両券「ミューチケット」）券売機が駅構内の改札外やプラットホーム上等の改札内に設置されている。
- 京成電鉄では販売可能な空席数が小田急電鉄や東武鉄道などに見られるような「○（空席有り）」「△（残りわずか）」「×（空席無し）」の三段階表示では無く、具体的な数字で表示される。

近畿日本鉄道では、JRのアシストマルスに類似したオペレーター対応可能の「リモートサポート付定期券特急券自動発売機」が2018年から設置されている。

### 定期券発売機
定期乗車券は乗車券に氏名等を書込む、経路を確定させなければならない等、普通乗車券と比べて購入手続きが煩雑という理由で、長らく窓口のみの発売であった。しかし、技術の発達やコスト削減等のために、私鉄や地下鉄では定期券発売駅（窓口）の集約が行われていた。1986年4月1日、阪急電鉄の梅田駅に日本初の定期乗車券が購入できる自動券売機が登場した（「定期券発行機」を参照）。
初期のタイプは、過去に発行された旧券が無いと購入出来ない仕様になっていたが、新しいタイプは旧券が無くても新規購入が出来るようになっているものが多い。通学定期券のように証明書のチェックを要するものは、新規購入する場合は自動定期券発売機では発売せず、係員窓口で販売することが多い。継続で購入する場合は通常の定期乗車券と同様に定期券発売機で購入することが出来るが、年度をまたいだ期間で購入するか、新年度になって初めて購入する場合は新規購入と同様に証明書類を添えて窓口で購入することになる。
取り扱いは事業者によって異なるので、購入前に確認が必要である。
最近は、一台で定期乗車券も普通乗車券も両方発行出来るような複合機能を持ったものも登場している。日本では京浜急行電鉄で初めて複合機能を持つ自動券売機が登場し、今日では全国に普及しつつある。
- JR東日本では「指定券自動券売機」に加え「多機能券売機」でも定期券の発売に対応している。設置駅は多機能券売機設置マップで確認でき、みどりの窓口や指定席券売機の設置されていない駅（津田山駅、矢部駅、山手駅など）でも定期券購入が可能である。
- JR西日本でも同様に「みどりの券売機（「 - プラス」含む）」とピンク色の自動券売機で定期券の発売に対応している（かつて設置されていた継続定期券発行機もピンクだった。当初はその継続定期券発行機の置き換えという形でピンク色の自動券売機が設置されたため、継続購入しか対応しなかった。ピンク色の券売機に置き換えられたことでクレジットカードの利用も可能になった）。
- 東京メトロでは管理駅全駅に「多機能券売機（ピンク色の自動券売機）」を設置しており、通常の乗車券類やPASMO、企画乗車券の他に定期券も購入可能である。
- 福岡市地下鉄の各駅に設置の自動券売機の一部（ディスプレイ式）では、通常の乗車券類や一日乗車券等が購入可能である。さらにディスプレイ式一部券売機では、はやかけんの販売や交通系ICカードのチャージ・定期券の発売も可能となっている。また、誤って購入した乗車券を券売機の指定箇所に挿入すると、無料で払い戻しが出来るようになっている。かつては、えふカードやよかネットカード、ワイワイカードなどの磁気式乗車カードの購入も出来たが、廃止された現在は購入も利用も出来ない。

通常、継続購入の場合は、旧定期券が自社で発行されていることが条件である。もし旧定期券が他社発行のものである場合、継続購入は出来ないので新たに「新規」扱いで購入することになる。この場合、新規通学定期券など、購入に証明が必要な定期券が購入できないこともある。「新規の通学定期券」として購入する場合、係員発売所のある駅に行かなければならない鉄道事業者が多い。

### 金券ショップ
日本では、割引率の高い回数乗車券をバラ売りする金券ショップが存在するが、薄利多売によるビジネスモデルを形成するため営業時間が限られている場合が多い。営業時間の短さを補うため、一部金券ショップでは自動販売機による販売を行なっている。
金券ショップは、鉄道会社等から正規券を購入し、それを再販するため、印刷発行式の機械は使用出来ない。そこで、タバコや小物類の自動販売機を流用している。切符類をタバコサイズのケースや封筒等に収め、それを販売する仕組みである。また、新幹線等の高額チケットを扱うものでは、五千円紙幣や一万円紙幣にも対応している。そのため、ケースや封筒よりも大きくなる青春18きっぷ等は販売出来ないことが多い。

### 食券・入場券用

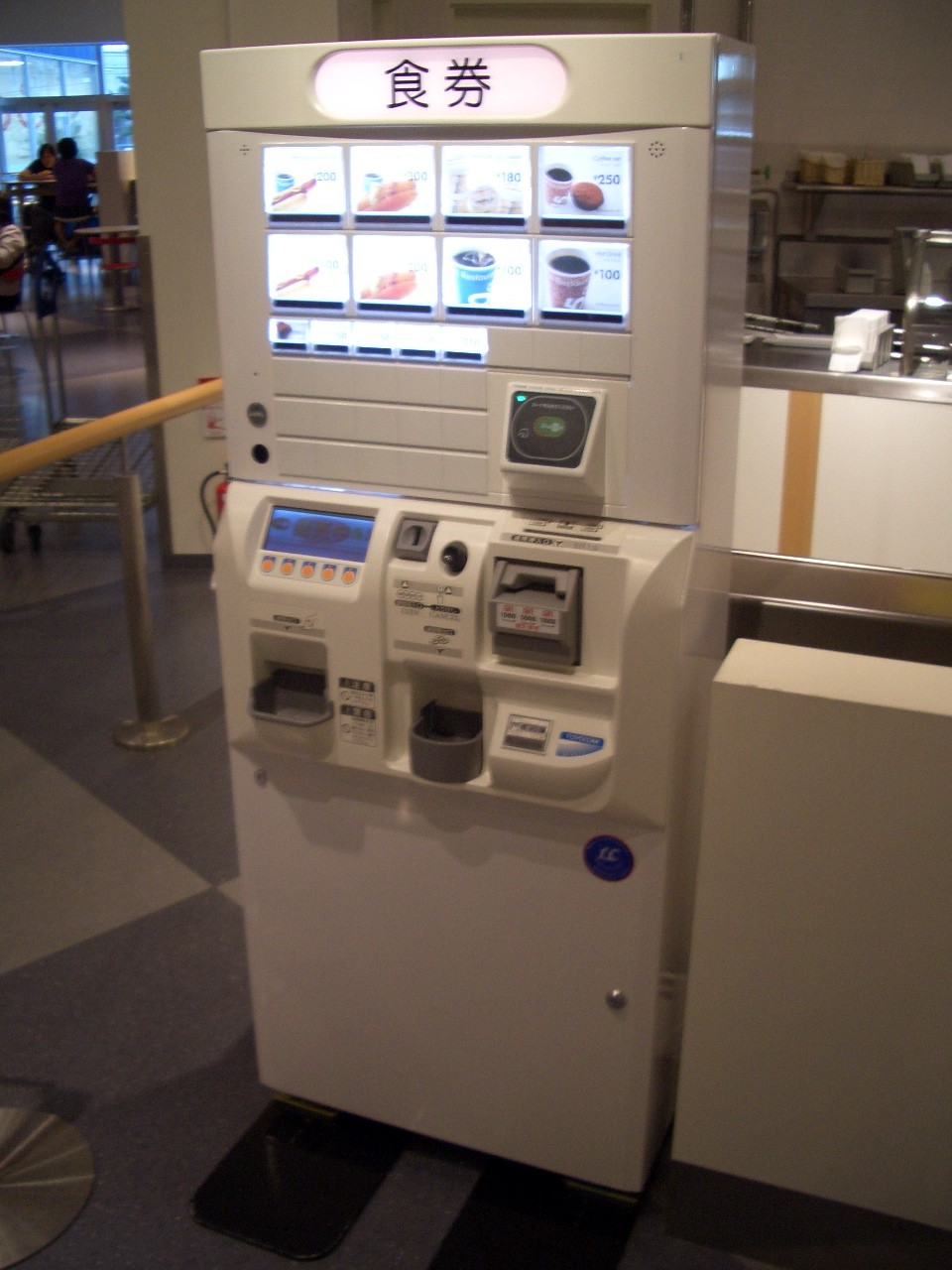
食券販売機の例（IKEA船橋1階ビストロのネッツエスアイ東洋製食券販売機。この券売機ではSuicaの利用が可能である）

かつては、食券と言っても紙券では無くプラスチック製のプレートを払い出す自動販売機に近い券売機が広く使われていた。用意した数量分の食券を自動券売機に充填すれば残数管理も出来た。一方で、食材があっても機械内のプレートが切れてしまえば券売機では「売切」表示となってしまったり、収容出来るメニュー数や食券枚数が機械の物理的制約を受けたりする等の欠点があった。そのような欠点を解決した印刷発行式食券販売機が広く普及した。
基本的な構造は乗車券用と同じだが、磁気エンコード機能は一般的には不要である。鉄道用自動券売機は駅事務所室内からメンテナンスができる後方保守形式をとる半面、省スペースを重視する食券券売機では前面保守形式を採用している。一方、鉄道用には求められない半券付き食券類発券機能、残数管理、時間別発券可否機能や販売管理機能が充実しているものが多い。
券の材質は紙（印字）の他、着色されたプラスチック製プレート（色とメニュー種別が対応付けされている）の場合もある。購入と同時に注文内容が厨房に伝送されるオーダリングシステム連動タイプもある。
施設等の入場券販売機に関しては、入場券そのものが記念品となることもあり、単純な印刷発行機ではそのニーズに応え切れない場合がある。そのため、ロール状の印刷済み入場券を指定サイズでカットして販売する機械も存在する。発展形として、その一部分に印刷可能スペースがあり、日付等任意の印刷に対応する高機能機もある。
千円札のみを受入れる券売機や、千円札と2千円札を受け入れる券売機では、硬貨のみを釣り銭として払い出す機能を有するものが殆どである。この場合、釣り銭が千円以上であっても、釣り銭切れでない限り500円玉を複数枚払い出すことで対応している。一方、5千円札及び1万円札をも受入れる券売機の場合は、前述の「乗車券用」と同じく紙幣を釣り銭として払い出す機能を有する。
鉄道用券売機向けに開発された技術が搭載されている機種もある。具体的には、プリペイドカード・非接触型ICカードによる購入機能、硬貨の複数枚一括投入機能、硬貨・紙幣投入口を低い位置に設置したバリアフリー設計などがある。
一方で、地方の中小私鉄やJR閑散路線では、鉄道用券売機より比較的安価な食券用券売機を鉄道向けに調整して使用しているケースが見られる。これらの機種では無人駅に設置されることを前提に防犯機能が強化されているものが多い。JR西日本岡山・広島エリアではICOCA対応タイプもある。

### 投票券用

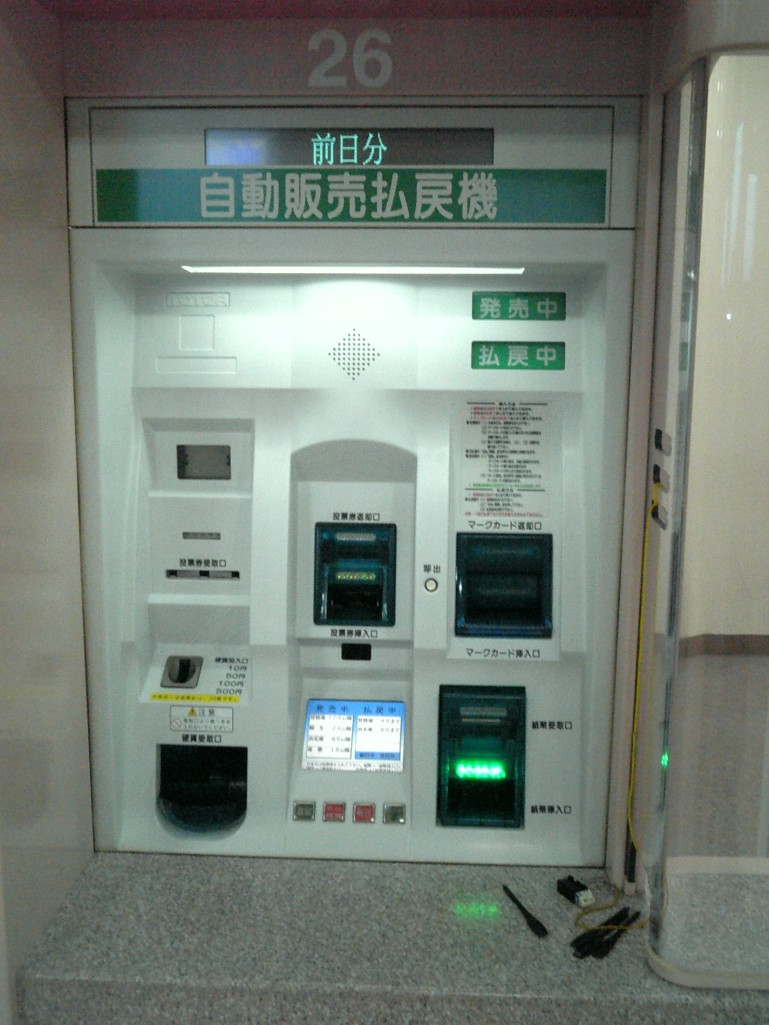
ボートピア岩間に設置された日本トーター製の自動投票払戻機

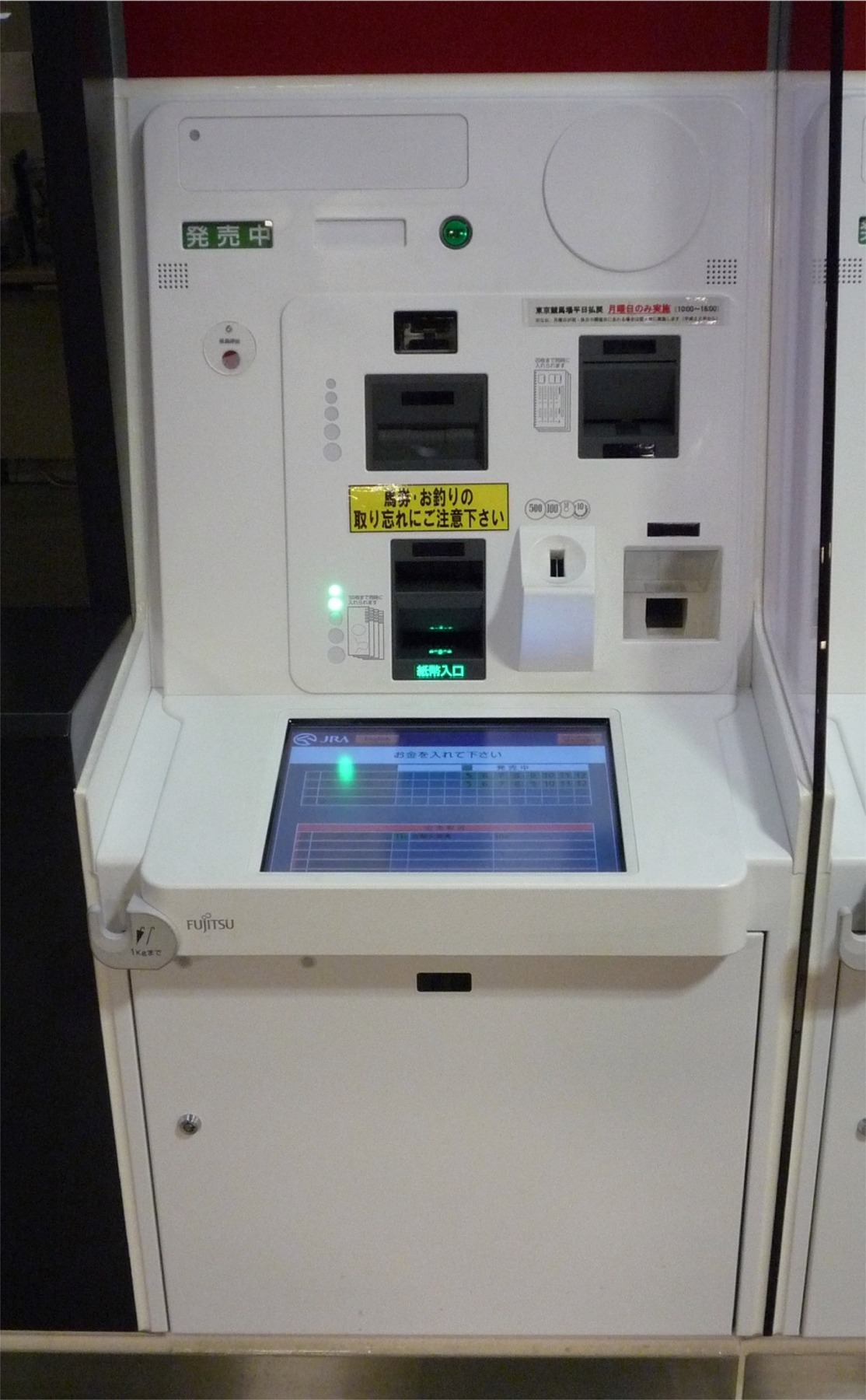
JRA東京競馬場に設置されている富士通フロンテック製の自動勝馬投票券発売機

馬券や車券、舟券といった、公営競技の投票券も、場内や場外施設の自動券売機（自動投票機）で販売されている場合も多い。外観は銀行のATM（現金自動預け払い機）に似ており、販売時間を短縮するため、投票者は予めレースや馬（選手）番号・賭式（単勝・複勝・連単など）を塗り潰したマークシートをOCRに読み取らせて購入する方式を取る。マークシートのエラー（機械的な読み取り不良、存在しない番号をマークする等の誤記入等）を修正するため、タッチパネル方式の液晶ディスプレイが内蔵されている。
これと対になるものとして、的中投票券を払い戻す自動払戻機がある。同様に銀行ATMに似た外観で、的中投票券を挿入すると払戻金（配当）が払い出される。機能としてはCD（キャッシュディスペンサー）に近い。
なお、近年は自動投票機と自動払戻機の機能を両方有する「自動投票払戻機」の設置が進んでいる。この券売機では、「的中投票券の払戻金を、そのまま別の競走の投票券購入に充てて、端数は現金で受け取る」といったことが可能になるだけではなく、最終レースの締切以降に払戻機能専用モードに切り替えることで、払戻窓口の混雑解消に役立っている。

### プリペイドカード
テレホンカードやプリペイド式乗車カード等、各種プリペイドカードを販売に特化した機種もある。多くのカードの販売価格が1000円の倍数のため、千円札の受入のみで釣り銭の払い出し機能を有しない券売機か、2千円以上の紙幣をも受け入れて、かつ紙幣の釣り銭を払い出す機能を有する券売機が多い。
50度数テレホンカードの1枚販売・コピー機用プリペイドカード等、販売価格が100円単位のプリペイドカードを扱う自動券売機も少数ながら存在する。この場合、硬貨の受入・払い出し機能をも有する。
病院のレンタルテレビ用プリペイドカードシステムでは、販売機と共に、退院時に使用する返金機とセットで設置されることもある。社内食堂など、閉じられた空間で利用出来るカードの券売機も存在する。その場合、追加チャージ機能を備えている場合もある。

#### テレホンカード自動券売機
公衆電話ボックス内に、千円紙幣で105度数（1,050円分）のテレホンカードを購入できるシンプルなカード販売機が設置されていた時期があった。また、公衆電話が多数並ぶところや、NTT支店等でも、最大8種類のテレホンカードを扱える自動販売機も設置されていた。
いずれも、公衆電話の利用率低迷等の理由で、設置台数は減少傾向にある。また「KDDIスーパーワールドカード」のような、国際電話プリペイドカード用自動券売機が、国際空港に設置されている。

#### プリペイド式乗車カード専用自動券売機
基本構造はテレホンカード券売機と類似しているが、プリペイド式乗車カードの券売機では領収書の発行機能を備えたものもある。
鉄道・バス用プリペイド乗車カード専用自動券売機は、前述のIC乗車券への置換、及び乗車券自動券売機の多機能化で、急速に設置台数が減っているが、宇野自動車のように、車内にバスカード券売機を設置していた事業者もある。

#### ハイウェイカード自動販売機（全廃）
高速道路のサービスエリア等にハイウェイカードの自動販売機が設置されていたが、カード廃止に伴い撤去された。領収書発行機能を備えていた。

### 切手

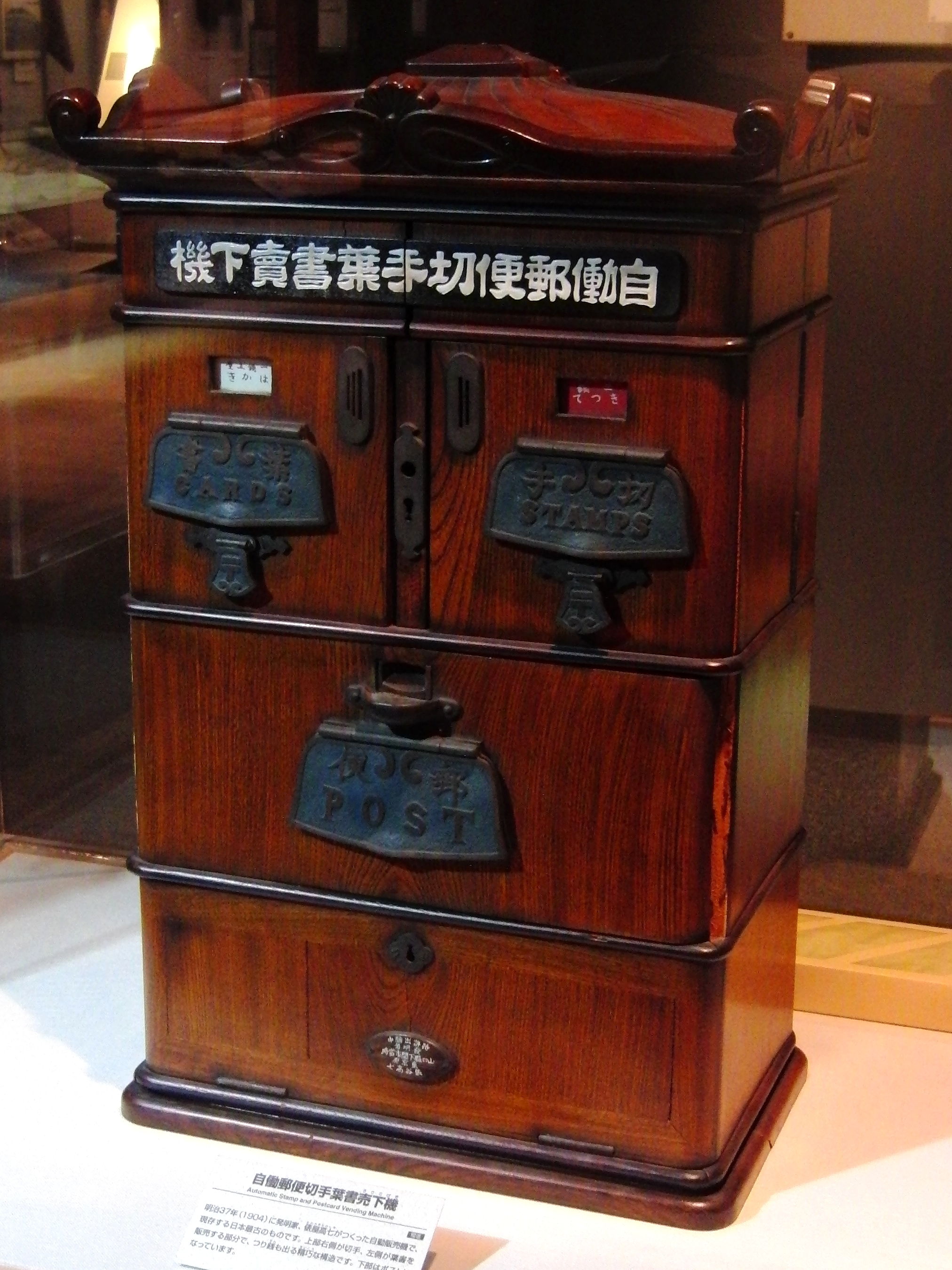
自働郵便切手葉書売下機のレプリカ。現存する日本最古の自動販売機。逓信総合博物館の展示。

日本の切手の自動券売機としては、1904年に山口県の発明家俵谷高七が考案した「自働郵便切手葉書売下機（じどうゆうびんきってはがきうりさげき）」があるが、動作の正確さに難があり、実用化には至らなかった（なお、この券売機は現存する日本最古の自動販売機として逓信総合博物館が所蔵している）。
一時期ふみカード対応の機械式切手自動券売機が全国の郵便局等に展開された。基本構造はロール状の印刷済み切手を、販売枚数でカットして販売する。領収書の発行に対応し、はがきが販売できる機種も多かった（消費税3%時代のはがき41円及び私製はがきへの貼付に用いる41円切手、主に定形内郵便物に使われる62円切手等は、1円ないし5円硬貨が券売機では扱えないため、10の倍数の金額となる枚数単位での販売となっており、41円時代のはがきや41円切手は10枚単位、62円切手は5枚単位での販売となっていた。10円切手などの、当然に1の位の端数がない金種の切手等は1枚単位で購入可能）。
また、はかりをそなえ、郵便窓口にある機械同様の郵便証紙（メータースタンプ）を印刷発行する券売機も存在し、「証紙販売機」と呼ばれた。証紙は日付が印刷され、消印の代わりになることから、設置箇所は原則郵便局内に限定され、発行後は当日中の投函を要した。印刷式券売機の普及に伴い、同一の切手台紙に金額のみを随時印刷する方式なども試された。その後、ふみカード廃止、コンビニエンスストアにおける切手類販売の拡大など情勢の変化もあり、切手の自動券売機は撤去された。
海外においては、機械式で、コインを入れると切手が出てくる券売機が普及している都市もある。

### 収入印紙・収入証紙
国に対する支払いのための収入印紙や、地方自治体への支払いのための収入証紙について、役所などに自動券売機をおいて発売しているところがある。多くの場合、手続き毎に手数料額が決まっているため、券種ごとに発売するのでなく、予め手数料額に合わせてセットで販売されている場合が多い。

### 教育機関での手数料決済用の証紙・金券発行機
大学等の教育機関によっては、証明書の発行申請等の折りに、窓口での現金授受を行わず、手数料相当分の証紙（その教育機関のみで通用する金券で、いわゆる食券のような紙片の場合と、金額が記載されたシール状のものとがある）を発行する券売機を設置しているケースもある。証紙を申請書に添付あるいは申請書への貼付がなされた状態で、申請及び手続きが実行される。

### 映画館
TOHOシネマズ、MOVIXなどのシネマコンプレックスでは、映画の鑑賞券を自動券売機で購入し、上映時間前になると入場口で掲示することになる。その際、学生割引や障害者割引などで生徒手帳や障害者手帳を掲示すると安く見られるシステムである。

### 自動券売機のメーカー
※順不同
- NECマグナスコミュニケーションズ（ネッツエスアイ東洋を吸収合併）
- 芝浦自販機（旧・芝浦製作所自販機部門、芝浦メカトロニクスの子会社）
- エルコム
- 沖電気工業
- 小田原機器
- オムロン
- グローリー
- JR東日本メカトロニクス
- JR西日本テクシア
- シンフォニア テクノロジー（旧・神鋼電機）
- 高見沢サイバネティックス
- 東芝
- 日本信号
- Fujitaka（通称「フジタカコーポレーション」、旧・フジタカ）
- BOSTEC（ボステック）
- マミヤ・オーピー（オペラル Operal）
- レシップ
- クボタ
- オフィス24